# 제1차 세계대전기 항공

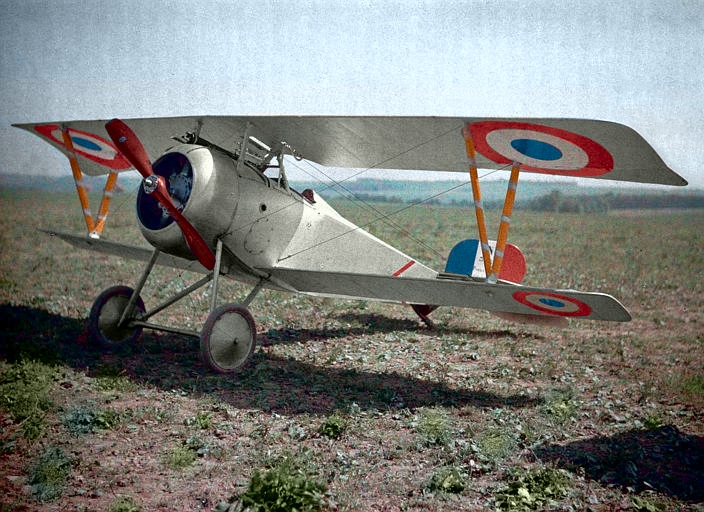
1917년 프랑스 엔주의 뉴포트 전투기를 오토크롬으로 찍은 사진

제1차 세계 대전은 항공기 사용을 포함한 첫 번째 주요 분쟁이었다. 묶인 관측 풍선은 이미 여러 전쟁에서 사용되었고 포병 관측에 광범위하게 사용되었다. 독일 제국은 북해와 발트해 상공의 수색정찰 및 영국과 동부 전선에 대한 전략폭격을 위해 체펠린 비행선을 사용했다.
비행기는 전쟁 초기에 막 군사적 용도로 사용되기 시작했다. 처음에는 주로 수색정찰에 사용되었다. 조종사와 엔지니어는 경험을 통해 배우면서 전투기, 폭격기, 참호 공격기를 포함한 많은 특수 유형을 개발했다.
에이스 전투기 조종사들은 현대 기사처럼 묘사되었고, 많은 이들이 인기 영웅이 되었다. 전쟁에서는 교전국 공중전 노력을 지휘하기 위해 고위 장교도 임명되었다.
비행기가 전쟁 과정에 미친 영향은 주로 전략적이라기보다는 전술적이었고, 가장 중요한 역할은 지상군과의 직접적인 협력(특히 포병 사격의 거리 측정 및 교정)이었지만, 미래 전쟁에서 항공기의 전략적 역할의 첫걸음도 예고되었다.

## 전쟁 초기

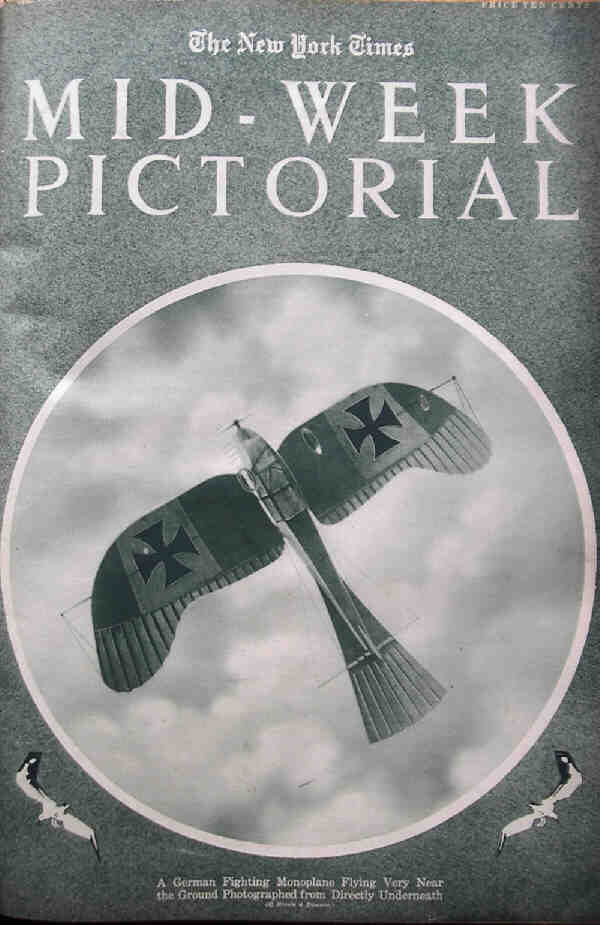
1917년 1월 1일 뉴욕 타임스 미드위크 픽토리얼의 표지. 캡션: "지면 아주 가까이 비행하는 독일 전투 단엽기가 바로 아래에서 촬영되었다." 이 항공기는 타우베형이며, 룸플러 타우베 또는 타우베 생산에 참여한 다른 제조사 중 한 곳의 복제품이다.

1911년 마드리드에서 열린 국제법 연구소 회의에서 비행기 사용을 수색정찰 임무로 제한하고 무기 플랫폼으로 사용하는 것을 금지하는 법안이 제안되었다. 이 법안은 비행기가 비무장 도시를 공격하는 데 사용될 것이라는 우려에 뿌리를 두고 있었으며, 이는 헤이그 국제법 (전쟁을 규율하는 국제법 집합) 제25조를 위반하는 것이었다.
전쟁 초기, 항공기의 전쟁 유용성에 대한 논쟁이 있었다. 특히 많은 고위 장교들은 회의적인 태도를 유지했다. 그러나 1914년의 초기 작전들은 20세기 군대의 화력이 크게 증가함에 따라 기병이 장군들이 기대하는 수색정찰을 더 이상 제공할 수 없음을 입증했으며, 초기 항공 수색정찰이 관련된 기술의 새로움으로 인해 방해를 받았음에도 불구하고 항공기가 적의 위치를 최소한 파악할 수 있다는 사실이 빠르게 인식되었다. 초기의 회의론과 낮은 기대치는 원시적인 항공기의 능력을 넘어서는 비현실적인 요구로 빠르게 바뀌었다.
그럼에도 불구하고 항공 수색정찰은 1914년의 "기동전"에서 중요한 역할을 했으며, 특히 연합군이 독일의 프랑스 침공을 막는 데 도움을 주었다. 항공기는 알렉산데르 폰 클루크의 독일 제1군에서 몽스 전투 중 영국 II 군단 진지에 포격을 가하는 데 처음 사용되었다. 1914년 8월 22일, 왕립 항공대(RFC)의 영국 해군 대위 L.E.O. 찰턴과 중위 V.H.N. 와담은 다른 모든 정보와는 달리 폰 클루크의 병력이 영국 해외원정군을 포위할 준비를 하고 있다고 보고했다. 영국 고등 사령부는 이 보고에 주목하고 몽스에서 철수하기 시작하여 100,000명의 병사들의 생명을 구했다. 이후 제1차 마른강 전투 동안, 관측 항공기는 독일 전선에서 약점과 노출된 측면을 발견하여 연합군이 이를 이용할 수 있게 했다.
독일에서는 초기 체펠린 비행선의 큰 성공이 공중보다 무거운 항공기의 중요성을 크게 가려버렸다. 1914년 8월 육군에 속한 약 230대의 항공기 중 약 180대만이 실제로 사용할 수 있었다. 프랑스 군사 항공 훈련은 1911년, 1912년, 1913년에 기병 (수색정찰) 및 포병 (관측)과의 협력을 개척했지만, 추진력은 오히려 약화되고 있었다.
영국은 "늦게 시작"했으며, 초기에는 주로 프랑스 항공 산업, 특히 항공기 엔진에 의존했다. 1914년 8월 연합군 전체 공중전 노력에 대한 영국의 초기 기여 (약 184대의 항공기)는 약 30대의 사용 가능한 기계를 가진 3개 편대였다. 전쟁이 끝날 무렵, 영국군은 육군이나 해군 통제로부터 독립적인 세계 최초의 공군인 영국 왕립 공군을 창설했다. 미군 항공 서비스는 훨씬 뒤처져 있었다. 심지어 미국이 전쟁에 참전한 1917년에도 그들은 전투기에 대해 프랑스와 영국 항공 산업에 거의 전적으로 의존해야 했다.
독일의 1914년 위대한 공중 "쿠데타"는 동프로이센의 타넨베르크 전투에서 일어났다. 여기서 예상치 못한 러시아 제국 육군의 공격이 소위 칸터와 메르텐스에 의해 보고되었고, 이로 인해 러시아군은 철수할 수밖에 없었다.

### 초기 서부 전선 수색정찰 임무

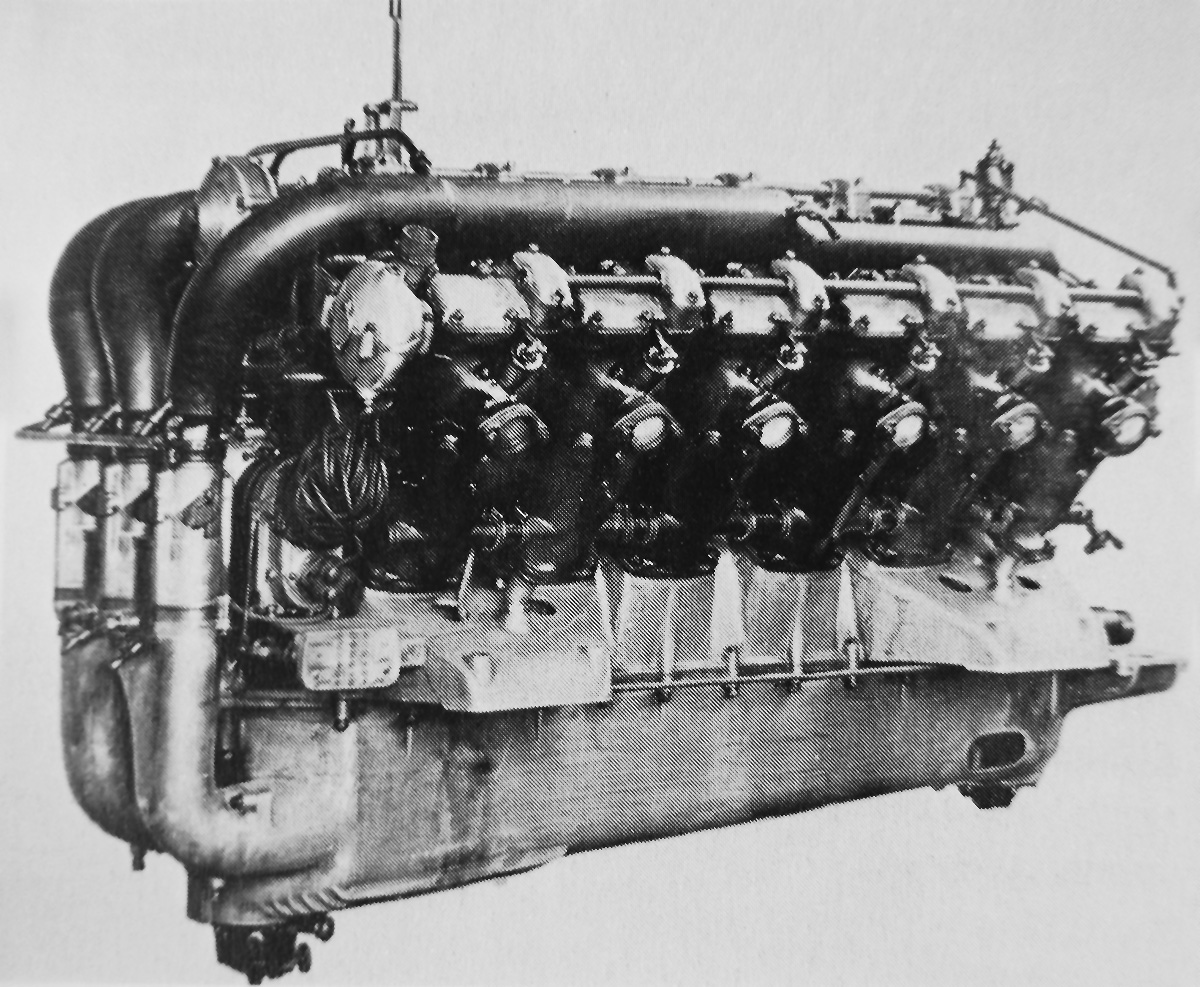
517마력 18기통 메르세데스 D.VI 엔진은 제1차 세계 대전 동안 개발된 가장 강력한 항공 엔진이었다.

1914년 말까지 독일 육군 (독일 제국)과 연합군 사이의 전선은 북해에서 알프스산맥까지 뻗어 있었다. 초기 "기동전"은 대부분 중단되었고, 전선은 고착되었다. 1915년 3월까지 단거리 수색정찰 비행대의 세 가지 주요 기능이 나타났다.
첫 번째는 사진 수색정찰이었다. 적의 참호 시스템에 대한 완전한 모자이크 지도를 작성하는 것이었다. 최초의 항공 카메라는 사진건판을 사용했다. (코닥이 사진 필름을 발명했지만, 이 단계에서는 충분한 해상도를 가지고 있지 않았다).

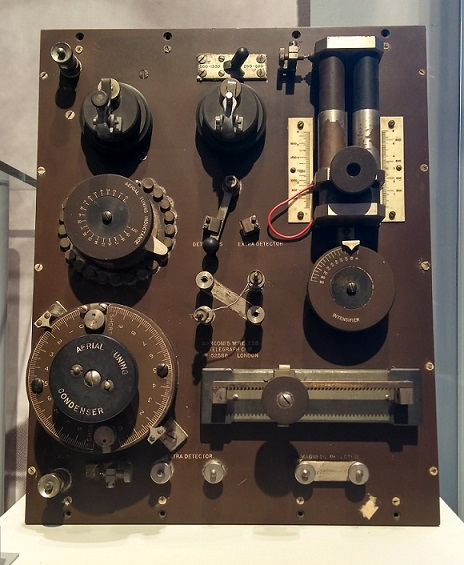
마르코니 크리스탈 리시버 마크 III, 일명 '고양이 수염 수신기'로, 지상에서 비행기 신호를 수신하는 데 사용되었다. 포스커노 전신 박물관에 전시되어 있다.

포병 "관측"은 포병이 포수를 볼 수 없는 목표물에 포격을 조준할 수 있게 했다. 항공기에서 무선 전화는 아직 실용적이지 않았기 때문에 통신이 문제였다. 1915년 3월까지 "포병 관측" 임무를 맡은 2인승 항공기는 일반적으로 모스 부호를 사용하여 송신하는 원시적인 무선 송신기를 장착했지만 수신기는 없었다. 포대는 미리 정해진 패턴으로 흰색 천 조각을 땅에 놓아 항공기에 신호를 보냈다. 관측 임무는 묶인 풍선과 공유되었는데, 이들은 유선 전화를 통해 포대와 직접 통신할 수 있었지만, 목표물을 찾고 포탄 낙하를 보고하는 데는 훨씬 유연성이 떨어졌다.
"접촉 순찰" 임무는 전투기를 타고 전장 상공을 비행하면서 전진하는 보병과 교신하여 전투의 진행 상황을 파적했다. 이 시대의 기술로는 무선 통신이 불가능했으며, 신호 전달 방법은 항공기에서 메시지를 떨어뜨리는 등 조잡할 수밖에 없었다. 병사들은 처음에는 항공기에 자신들의 위치를 노출하는 것을 꺼려했다. 친구와 적을 구별하기가 어려웠기 때문이었다.
수색정찰 비행은 모든 종류의 비행과 마찬가지로 위험한 일이었다. 1917년 4월, RFC에게는 전 전쟁 중 최악의 달이었는데, 서부 전선에서 영국 조종사의 평균 수명은 93 비행 시간이었다.

### 초기 폭격 시도

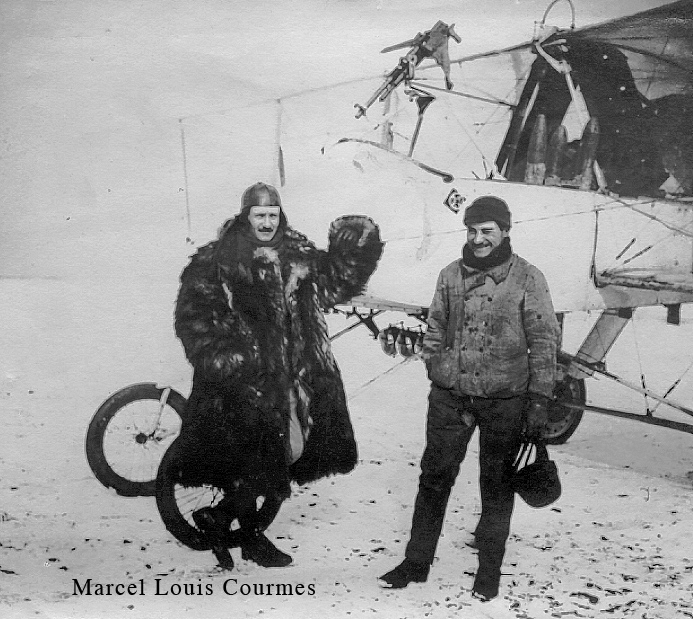
1915년 8월, 프랑스 제2폭격그룹 GB 2의 조종사 마르셀 쿠르메스 대위

1914년의 일반적인 항공기는 매우 적은 폭탄을 실을 수 있었다. 폭탄 자체와 보관 방식은 여전히 매우 초보적이었고, 효과적인 폭탄 조준경은 아직 개발되지 않았다. 그럼에도 불구하고 전략 및 전술 폭격의 시작은 전쟁 초기에 이루어졌다. 주목할 만한 것은 1914년 9월, 10월, 11월에 RNAS가 뒤셀도르프, 쾰른, 프리드리히스하펜의 독일 비행선 격납고를 공격한 것과 브리프타우벤 압타일룽 오스텐데의 창설이다.

## 공중전의 여명
딕슨이 예측했듯이, 초기 공중전은 극히 드물었고, 분명히 수색정찰에 종속되었다. 심지어 적대적인 수색정찰기 승무원들이 미소와 손짓 외에 어떤 적대적인 행동도 교환하지 않았다는 이야기도 있다. 이는 곧 수류탄과 다른 물건, 심지어 갈고리를 던지는 것으로 발전했다. 다른 항공기에 의해 격추된 최초의 항공기는 1914년 9월 8일 동부 전선 갈리치아에서 러시아 조종사 표트르 네스테로프에 의해 충돌된 오스트리아 수색정찰기였다. 두 비행기 모두 공격의 결과로 추락하여 탑승자 전원이 사망했다. 결국 조종사들은 적 항공기에 화기를 발사하기 시작했지만, 권총은 너무 부정확했고 단발 소총은 명중할 가능성이 너무 낮았다. 1914년 8월 23일, 영국 제5비행대의 관측병 레슬리 다 코스타 펜 가스켈 중위가 처음으로 기관총으로 독일 항공기에 발포하면서 공중전의 시대가 시작되었고, 점점 더 많은 항공기가 기관총을 장착하게 되었다.

### 전투기 진화

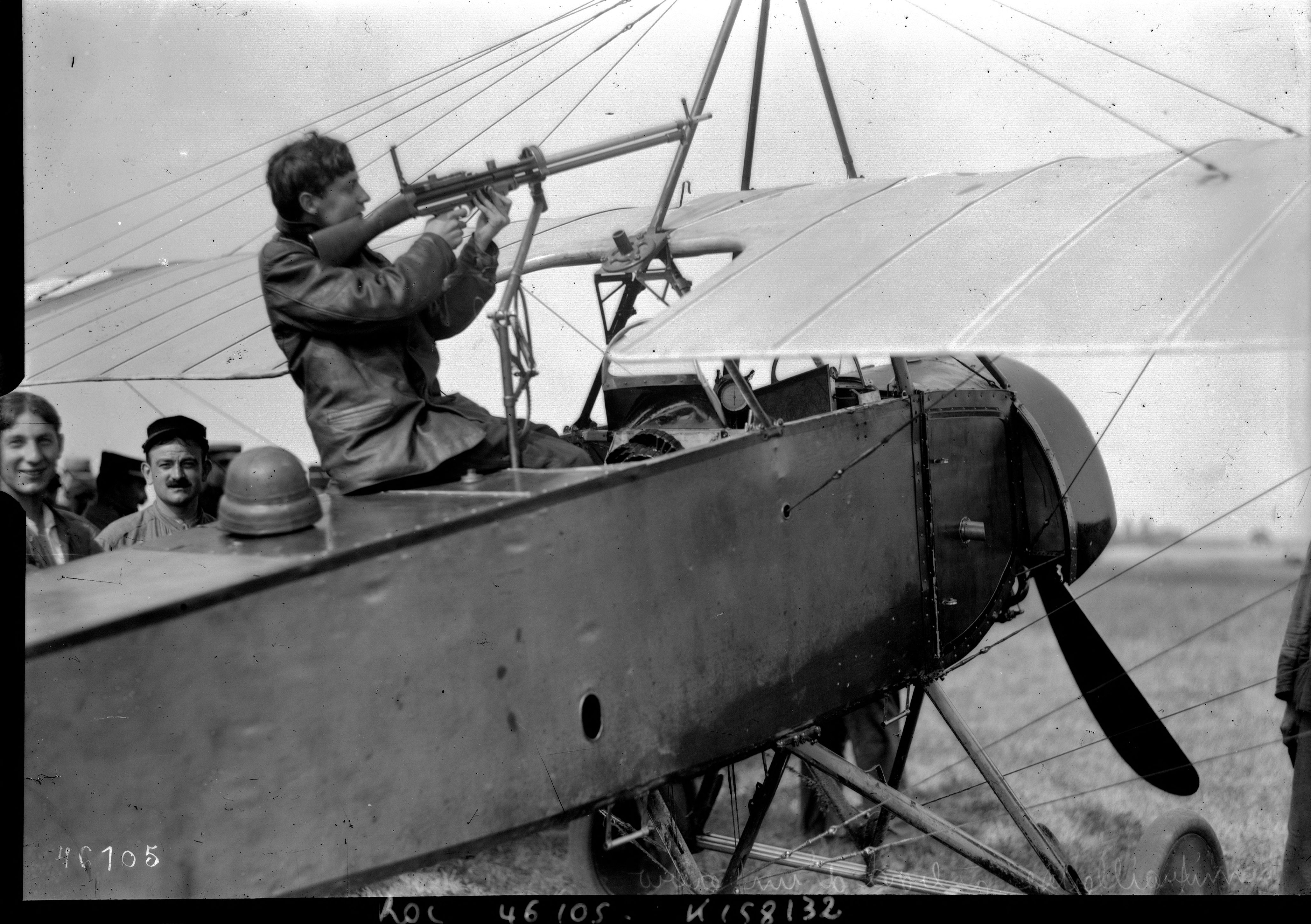
프랑스 모랑 솔니에 L에 전방 발사 총을 장착하려는 초기 시도. 비행사는 조르주 기네메르이다.

#### 푸셔 방식
이르면 1912년부터 영국 회사 비커스의 설계자들은 기관총을 장착한 항공기를 시험하고 있었다. 첫 번째 구체적인 결과는 1913년 런던 항공 전시회에서 선보인 비커스 실험 전투 복엽기 1이었다. 그리고 1915년 2월 FB.5의 개발된 형태로 나타났다. 이 선구적인 전투기는 왕립 항공 공장 F.E.2b와 에어코 DH.1처럼 푸셔 유형이었다. 이들은 트랙터 방식 설계에서와 같이 항공기 전면에 있는 대신 조종사 뒤에 엔진과 프로펠러가 뒤를 향하게 배치되었다. 이는 프로펠러의 방해 없이 총을 직접 앞으로 발사할 수 있고 비행 중에 재장전 및 막힘 제거가 가능한 최적의 기관총 위치를 제공했다. 중요한 단점은 푸셔 설계가 꼬리 장치를 지탱하는 데 필요한 스트럿과 조작으로 인해 추가적인 항력이 발생하여 동일한 엔진 출력의 트랙터 유형보다 성능이 떨어지는 경향이 있었다는 것이다. F.E.2b의 더 강력한 버전인 F.E.2d는 푸셔 전투기가 이미 구식이 된 1917년에도 여전히 강력한 상대였다. 그들은 먹이를 잡기에는 너무 느렸다.

#### 기관총 동기화

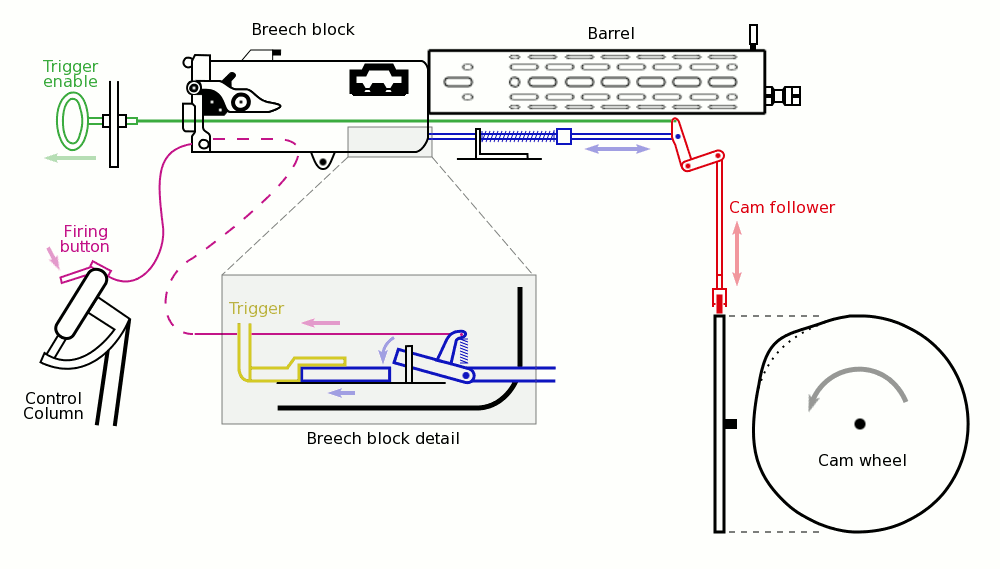
포커의 "슈탄겐슈테어룽" 동기화 메커니즘 다이어그램. 녹색 손잡이를 당기면 빨간색 캠 팔로워가 프로펠러 샤프트 캠 휠에 떨어진다. 프로펠러가 회전할 때마다 두 번 캠이 팔로워를 들어 올리고, 이는 파란색 막대를 스프링에 대고 눌러 노란색 방아쇠판을 보라색 발사 버튼에 연결하여 발사가 가능하게 한다.

푸셔 "총기 운반기"의 전방 발사 총은 일부 공격 능력을 제공했다. 2인승 트랙터 항공기에서 후방으로 발사되는 기관총은 방어 능력을 제공했다. 트랙터 항공기에서 기관총을 앞으로 발사할 수 있는 수단이 분명히 필요했다. 특히 전간기 경주용 항공기를 개조한 작고 가벼운 "스카우트" 항공기 중 하나에서, 이는 나머지 전쟁 동안 대부분의 공중전 임무를 수행해야 했다. 총을 조종사와 프로펠러 사이에 배치하여 비행선과 일직선으로 발사하여 "항공기를 조준"하여 총을 조준할 수 있도록 하는 것이 가장 자연스러워 보였다. 또한 총의 약실이 조종사가 쉽게 접근할 수 있어야 초기 기관총이 고장나기 쉬웠던 것을 해결할 수 있었다. 그러나 이는 명백한 문제를 야기했다. 회전하는 프로펠러를 통해 "자유롭게" 발사된 총알의 일부가 날개에 맞아 파괴적인 결과를 초래할 수 있었다.
전쟁 전에 여러 나라에서 동기화된 기관총에 대한 초기 실험이 수행되었다. 당시 프랑스의 뉴포르에서 일했지만 나중에 독일의 L.V.G.에서 일한 프란츠 슈나이더는 1913년 7월 15일에 동기화 장치 특허를 냈다. 초기 러시아 장치는 포플랍코 중위에 의해 설계되었다. 영국의 에드워즈 형제는 최초의 영국 시제품을 설계했고, 모랑 솔니에 회사도 1914년에 이 문제에 대해 연구하고 있었다. 이 모든 초기 실험은 공식적인 관심을 끌지 못했는데, 이는 부분적으로 공식적인 무관심 때문이었고, 부분적으로는 위험하게 튀어 오르는 총알과 분해되는 프로펠러를 포함한 초기 동기화 장치의 실패 때문이었다.
연합군의 많은 항공기에서 사용된 루이스 경기관총은 오픈 볼트 발사 주기에서 비롯된 불규칙한 발사 속도 때문에 동기화하기가 거의 불가능했다.
브리스톨 스카우트를 포함한 일부 RNAS 항공기는 동기화되지 않은 동체 장착 루이스 기관총을 프로펠러 디스크를 통해 직접 발사하도록 배치했다. 프로펠러 날개는 맞았을 때 나무가 함께 붙어 있도록 테이프로 보강되었고, 이는 단발 사격 시 날개에 맞을 확률이 5% 미만이라는 사실에 의존했다. 따라서 짧은 점사를 사용하면 임시방편으로 효과가 있었지만 이상적인 해결책은 아니었다.

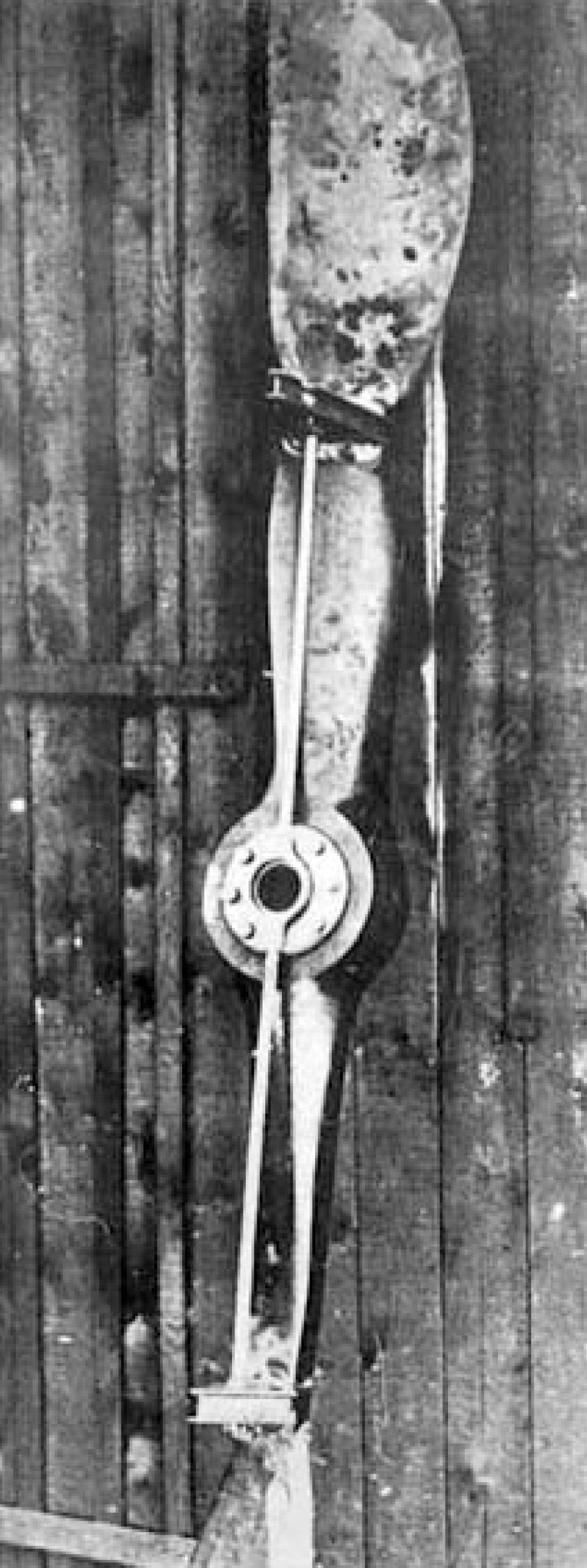
"쐐기"가 장착된 모랑 솔니에의 프로펠러.

연합군(이름은 빅커스)과 독일(이름은 파라벨룸 MG 14 및 슈판다우 lMG 08)이 사용한 맥심 기관총은 약실에 이미 총알이 장전되어 있고 약실이 닫힌 상태에서 시작되는 클로즈드 볼트 발사 주기를 가지고 있었다. 이는 총알이 발사될 정확한 순간을 더 쉽게 예측할 수 있다는 것을 의미하여 이 무기를 동기화하기가 상당히 쉬워졌다.
표준 프랑스 경기관총인 오치키스는 루이스처럼 동기화에 적합하지 않았다. 불량한 품질 관리도 노력을 방해하여 빈번한 "지연 발사"가 발생했다. 모랑 솔니에 회사는 프로펠러 후면의 총알에 맞을 수 있는 반경 지점에 장착된 "편향 날개"(금속 쐐기) 형태의 "안전 백업"을 설계했다. 롤랑 가로스는 1915년 4월 모랑 솔니에 L에 이 시스템을 사용했다. 그는 여러 적기를 격추했지만, 편향된 총알이 여전히 손상을 입힐 수 있었기 때문에 편향 장치는 이상적인 해결책에는 미치지 못했다. 결국 엔진 고장으로 가로스는 적진 후방에 착륙해야 했고, 그와 그의 비밀 병기는 독일군에 포로로 잡혔다.
유명하게도, 독일 최고 사령부는 가로스의 나포된 모랑기를 포커 회사(이미 독일 공군을 위해 모랑형 단엽기를 생산하고 있었다)에 넘겨 설계 복사를 명령했다. 편향 시스템은 강철 재킷 독일 탄약에는 전혀 적합하지 않았으므로 포커 엔지니어들은 동기화 아이디어(아마도 슈나이더의 특허를 침해했을 수도 있다)를 재검토하여 1915년 봄까지 슈탄겐슈테어룽 시스템을 제작했으며, 이 시스템은 그들의 선구적인 아인데커 전투기에 사용되었다. 이 작은 단엽기들이 비록 조잡했지만, 연합군에게 "포커 재앙"으로 알려진 독일의 제공권 시대를 만들어냈다. 심리적 효과는 물질적 효과를 넘어섰다. 연합군은 지금까지 공중에서 거의 무적이었고, 그들의 구형 수색정찰기, 특히 영국 B.E.2와 프랑스 파르만 푸셔기의 취약성은 매우 불쾌한 충격이었다.

#### 기타 방법

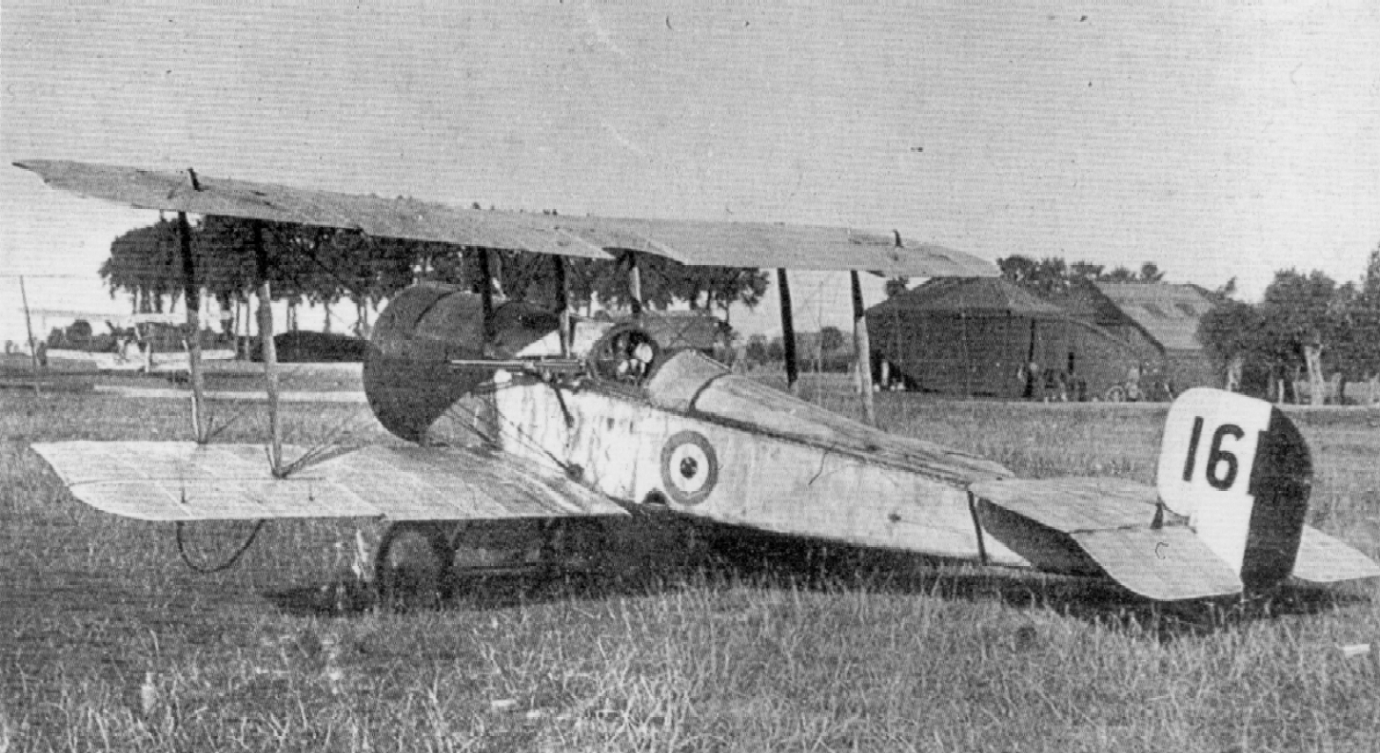
래노 호커가 1915년 7월 25일 빅토리아 십자훈장을 받은 전투에서 비행한 실제 스카우트 C, RFC 일련번호 1611.

이 시기에 트랙터 디자인에서 기관총을 앞으로 발사하는 또 다른 방법은 프로펠러 아크 위로 발사하도록 총을 장착하는 것이었다. 이를 위해서는 복엽기의 상단 날개에 총을 장착해야 했고, 단엽기에서는 복잡하고 항력을 유발하는 구조물에 장착해야 했다. 총이 조종사에게 비교적 가깝게 장착될 수 있었더라도 탄창이나 벨트를 교체하거나 총기 막힘을 해결하기 위해 총에 접근하는 것은 문제가 되었다. 결국, 포스터 마운트는 RFC에서 이 위치에 루이스 경기관총을 장착하는 표준 방식이 되었다. 이는 탄창 교체를 위해 총을 뒤로 밀 수 있게 했고, 또한 위쪽 각도로 발사할 수 있게 했는데, 이는 적의 꼬리 아래 "사각 지대"에서 적을 공격하는 매우 효과적인 방법이었다. 이 유형의 장착은 프로펠러 아크의 정점 근처에 상단 날개가 위치한 복엽기에서만 가능했다. 이는 당시의 연약한 날개 구조에 상당한 부담을 주었으며, 동체에 장착된 총보다 강성이 떨어져 특히 아주 짧은 거리를 제외하고는 총알의 "산포"가 더 컸다.
1915년 공중전 임무에 투입된 브리스톨 스카우트의 초기 버전인 스카우트 C는 RNAS에서 때로는 프로펠러 아크 위로, 때로는 (명백히 무모하게) 동기화 없이 프로펠러 아크를 통해 직접 발사하는 루이스 기관총 마운트를 가지고 있었다. 그러나 1915년 봄과 여름 동안 왕립 비행대의 래노 호커 대위는 자신의 루이스 기관총을 조종석 바로 앞에 장착하여 항공기 동체 왼쪽에서 약 30° 수평 각도로 앞쪽과 바깥쪽으로 발사하도록 했다. 1915년 7월 25일, 호커 대위는 RFC 일련번호 1611번의 스카우트 C를 조종하여 플리거트루페의 2인승 독일 관측기 몇 대와 맞서 싸웠고, 공중전에서 그 중 세 대를 격파하여 영국 전투기 조종사에게 수여된 최초의 빅토리아 십자훈장을 고정익 항공기에 대항하여 얻었다.

## 1915년: 포커 재앙

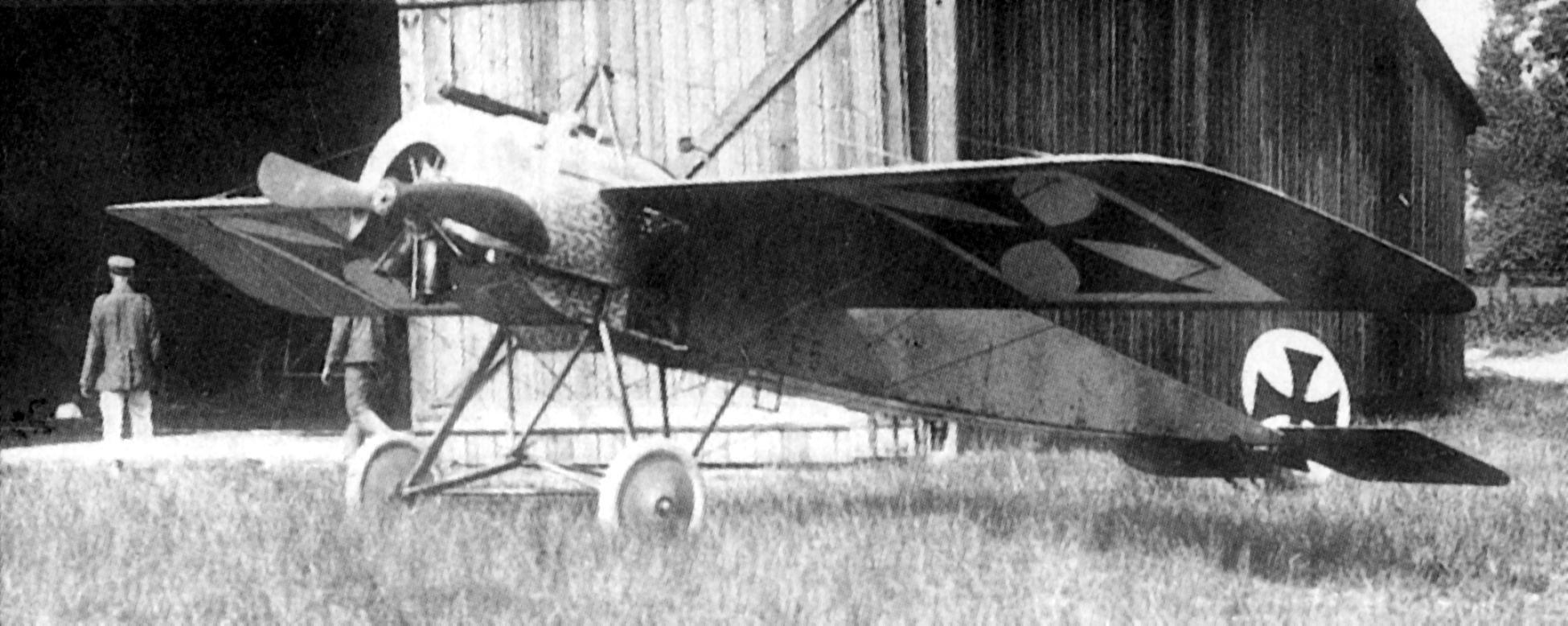
"포커 재앙"을 일으킨 실제 항공기, 쿠르트 빈트겐스 소위의 포커 M.5K/MG, IdFlieg 군용 일련번호 "E.5/15", 1915년 7월 1일 빈트겐스의 선구적인 전투 당시 모습.

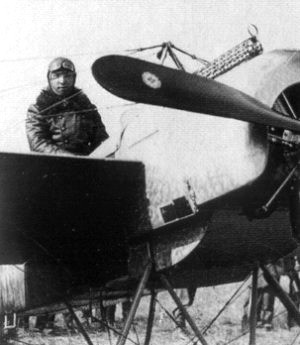
펠트플리거 압타일룽 62의 막스 이멜만이 초기 생산 포커 E.I. (일련번호 E.13/15) 조종석에 있다.

최초의 목적별 전투기는 영국 비커스 F.B.5를 포함했으며, 기관총은 모랑 솔니에 L 및 N과 같은 여러 프랑스 유형에도 장착되었다. 처음에는 독일 공군이 이 점에서 연합군에 뒤처졌지만, 이는 곧 극적으로 변하게 되었다.
1915년 7월, 기관총이 프로펠러 날개에 부딪히지 않고 프로펠러 아크를 통해 발사될 수 있도록 하는 "동기화 장치"를 장착한 최초의 항공기인 포커 E.I가 운용되기 시작했다. 이는 다른 동시대 전투기들에 비해 중요한 이점을 제공했다. 이 항공기와 그 직계 후속기들은 총칭하여 아인데커("단엽기"의 독일어)라고 불렸으며, 처음으로 연합군 전투기에 대한 효과적인 대항마를 제공했다. 두 명의 독일군 항공 조종사, 오토 파르샤우 소위와 쿠르트 빈트겐스 소위는 1915년 봄 동안 포커 회사에서 일하며, 독일 제국의 초기 플리거트루페 조종사들에게 전방 발사 동기화 기관총의 혁신적인 기능을 시연했다.
동기화된 총을 장착한 항공기가 처음으로 성공적으로 교전한 것은 1915년 7월 1일 오후 프랑스 뤼네빌 동쪽에서 일어났다. 포커가 다섯 대의 특수 아인데커 서비스 시험 시제기 중 하나로 선정한 조종사 중 한 명인 쿠르트 빈트겐스 소위는 IdFlieg 군용 일련번호 "E.5/15"를 단 자신의 포커 M.5K/MG 아인데커 생산 시제기/서비스 시험기를 사용하여 프랑스 모랑 솔니에 "파라솔" 2인승 관측 단엽기를 연합군 전선 뒤로 강제 착륙시켰다. 빈트겐스 항공기의 동기화된 파라벨룸 MG14 기관총에서 발사된 약 200발의 총알이 모랑 파라솔의 그놈 람다 로터리 엔진에 명중하여 연합군 영토에 안전하게 착륙할 수밖에 없었다.
1915년 말까지 독일군은 제공권을 장악하여 지속적인 공중 수색정찰에서 얻는 연합군의 중요한 정보 획득을 더욱 위험하게 만들었다. 특히 연합군 수색정찰기의 무방비 상태가 노출되었다. 독일 최초의 "에이스" 조종사들, 특히 막스 이멜만이 경력을 시작했다.
실제 연합군 사상자 수는 여러 가지 이유로 1917-18년의 치열한 공중전에 비해 매우 적었다. 아인데커의 배치는 압도적이지 않았다. 새로운 유형은 기존 수색정찰 비행대에 하나 또는 두 대씩 배치되었고, 독일군이 영국을 따라 전문 전투기 비행대를 창설하기까지는 거의 1년이 걸릴 것이었다. 아인데커는 또한 진보된 무장에도 불구하고, 전쟁 전 모랑 솔니에 H에 가깝게 기반을 두었지만, 프랑스 항공기의 목재 동체 부품 대신 강철 튜빙 동체 프레임워크(모든 포커 전시 항공기 설계의 특징)를 특징으로 했음에도 불구하고 결코 뛰어난 항공기는 아니었다.
그럼에도 불구하고, 독일군이 공중에서 효과적으로 반격하고 있다는 사실이 사기에 미친 영향은 영국 의회와 언론에 큰 스캔들을 불러일으켰다. 아인데커의 우위는 또한 프랑스 수색정찰기가 독일군 진지에 대한 평소의 엄호를 제공하지 못했기 때문에 베르됭 전투 시작 시 독일군이 달성할 수 있었던 놀라움에 기여했다.
다행히도 연합군에게는 포커의 상대가 될 새로운 영국 전투기인 2인승 F.E.2b와 1인승 D.H.2가 이미 생산 중이었다. 이들은 모두 푸셔였고, 총기 동기화 없이 전방으로 발사할 수 있었다. F.E.2b는 1915년 9월에 전선에 도달했고, D.H.2는 이듬해 2월에 도달했다. 프랑스 전선에서는 프로펠러 아크 바깥 상단 날개에 전방 발사 총이 장착된 작은 뉴포르 11 트랙터 복엽기도 1916년 1월에 실전에 투입되면서 독일 전투기를 압도하는 것으로 입증되었다. 이 새로운 유형들로 연합군은 솜 전투를 앞두고 제공권을 재확립했고, "포커 재앙"은 끝났다.
포커 E.III, 에어코 DH-2, 뉴포르 11은 전쟁 중 양측이 사용한 긴 단좌 전투기 계보의 시초였다. 곧 전투기의 주 역할이 적의 2인승 항공기를 공격하는 것임이 분명해졌다. 2인승 항공기는 수색정찰 및 포병 관측의 중요한 원천이 되었고, 동시에 아군 2인승 항공기를 적 전투기로부터 호위하고 방어하는 역할도 했다. 전투기는 또한 적의 관측 풍선을 공격하고, 적의 지상 목표물을 기총 소사하며, 아군 영공을 적의 폭격기로부터 방어하는 데 사용되었다.
포커의 강철 튜브 동체 항공기를 제외하고 양측에서 운용된 거의 모든 전투기는 목재를 기본 구조 재료로 계속 사용했으며, 외부 와이어 브레이싱에 의존하는 천으로 덮인 날개를 사용했다. 그러나 최초의 실용적인 전금속 항공기는 후고 융커스가 제작했으며, 그는 금속 덮개를 가진 캔틸레버 날개 구조도 사용했다. 이 기술의 초기 비행 시연기인 융커스 J 1 단엽기의 첫 비행 시험은 1915년 말에 이루어졌으며, 항공기 구조 설계의 미래를 예고했다.

## 1916년: 베르됭과 솜

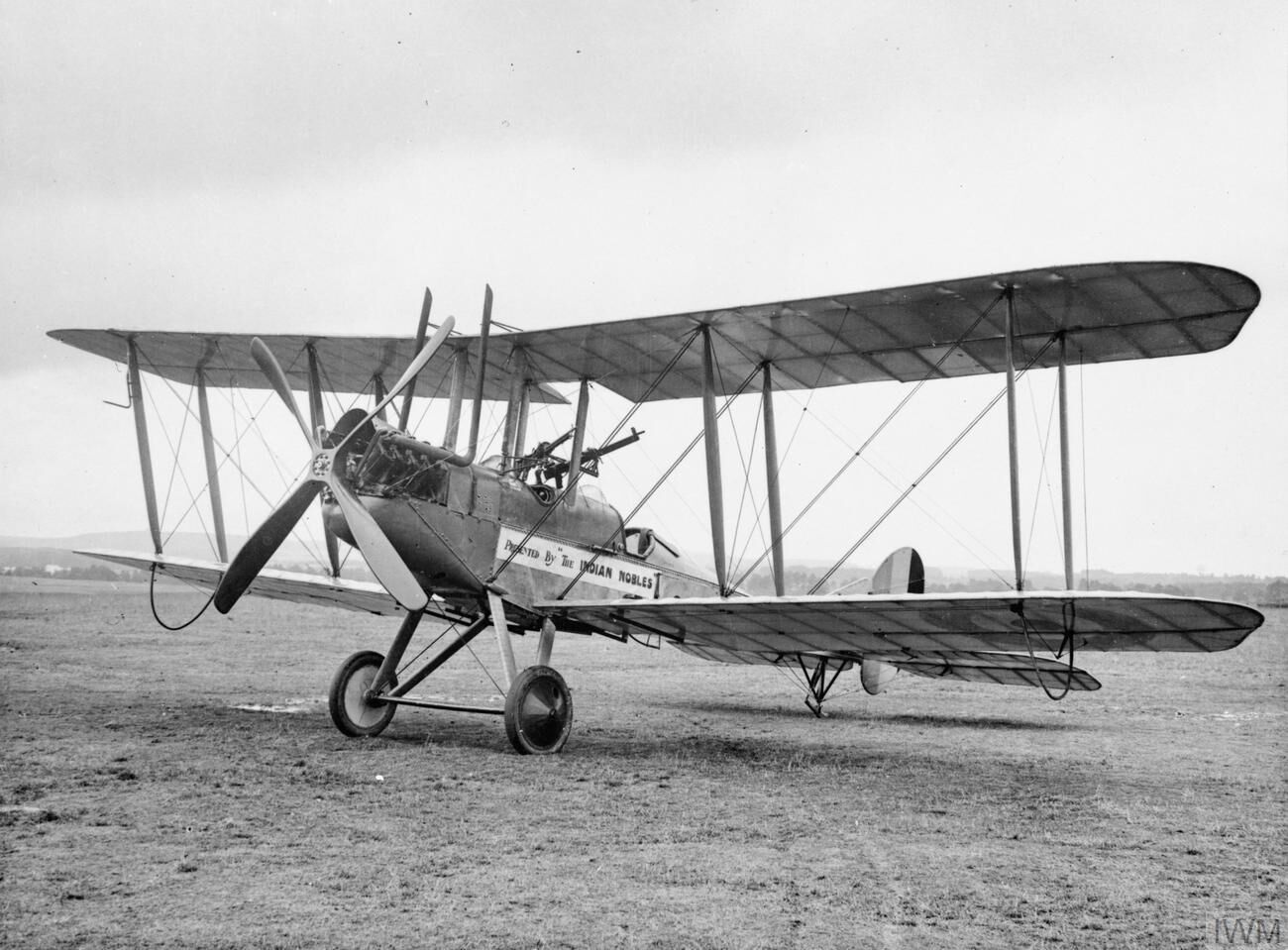
1916년에도 여전히 사용되던 느리고 지나치게 안정적인 B.E. 2c는 독일 조종사들에게 말 그대로 "날아다니는 표적"이었다.

새로운 부대를 창설하는 것은 항공기를 생산하고 조종사를 훈련시키는 것보다 쉬웠다. 1916년 7월 솜 전투가 시작되었을 때, 대부분의 일반 RFC 비행대는 여전히 포커의 쉬운 표적이 되는 비행기로 무장하고 있었다. 소프위드 1½ 스트러터와 같은 새로운 유형은 RNAS용 생산에서 전환되어야 했다. 더욱 심각한 것은, 교체 조종사들이 비행 시간이 턱없이 부족한 채 프랑스로 보내지고 있었다는 것이다.
그럼에도 불구하고 제공권과 "공격" 전략은 RFC의 전투 참여를 크게 증가시켰으며, 당시에는 "참호 기총소사"라고 알려진 현대 용어로는 근접 지원을 포함했다. 나머지 전쟁 동안 이는 일상적인 일이 되었고, 지상 전투에서 공격하는 보병과 방어하는 보병 모두 공중에서 기관총과 경폭탄의 공격을 끊임없이 받을 수 있었다. 이 시기에는 지상에서의 반격이 나중에 조준선 편향 사격 기술이 숙달되었을 때보다 훨씬 덜 효과적이었다.
독일군 내에서 전문 전투기 전용 항공 부대를 향한 첫걸음은 1916년 2월 프리드리히 슈템펠 사단장에 의해 소위 캄프아인시처 코만도(단좌 전투 부대, "KEK"로 약칭) 편대가 창설된 것이다. 이들은 아인데커와 팔츠 E-시리즈 단엽기와 같은 새로운 전투기 설계를 기반으로 했다. 이들은 1915-16년 겨울 동안 이전 펠트플리거 압타일룽 부대에서 분리되어 특히 전략적 위치에 두 대 또는 네 대씩 모여 "KEK" 부대로 편성되었다. "KEK" 부대는 합스하임, 보, 아비예르, 자메츠, 쿠넬 및 서부 전선 다른 전략적 위치에 편성되어 전투기로만 구성된 루프트바흐트딘스트(공중 경비대) 부대 역할을 했다. 1916년 3월의 선구적인 움직임으로, 독일의 뛰어난 공중 전술가 오스발트 뵐케는 베르됭 바로 북쪽의 시브리-쉬르-뫼즈에 자신의 "KEK" 부대와 함께 배치한 포커 아인데커 수색기 세 대의 마모를 피하기 위해 전선 가까이에 "전방 관측병"을 배치하여 연합군 항공기가 전선에 접근하는 것을 감지하는 아이디어를 내놓았다. 1916년 4월까지, 아인데커 조종사들이 확립하고 KEK 편대 내에서 사용함으로써 유지되었던 제공권은 할버슈타트 D.II가 독일 최초의 복엽 전투기 설계로 단계적으로 도입되기 시작하면서 오래전에 사라졌다. 포커 D-시리즈 복엽 전투기들이 할버슈타트와 합류하고, 이미 상당한 성공을 거두고 있는 왕립 항공대와 프랑스 항공군이 운용하는 연합군 전투기 편대에 대응하기 위해 다음 12개월 동안 37개의 새로운 비행대를 단좌 전투기로만 완전히 무장시키고 특별히 선발되고 훈련된 조종사로 구성하려는 목표가 설정되었다. 의심스럽게 제작된 소수의 포커 D.III가 1916년 말 이전에 쌍동 lMG 08을 장착하는 데 선구적인 역할을 했으며, 유사하게 무장하고 훨씬 더 강력한 새로운 쌍동총 알바트로스 D.I의 증가하는 수는 1917년 상반기를 특징짓는 독일 제공권을 확립하는 데 잘 진행되고 있었다.
연합군의 제공권은 두 전투의 절정기 동안 유지되었고, 연합군 항공 활동의 효율성 증가는 독일 육군 최고 사령부인 최상급육군지휘부에 불안을 안겨주었다. 이에 따라 플리거트루펜 데스 도이첸 카이저라이히가 공식적으로 독일 제국 항공대로 알려지게 되는 완전한 재편성이 뒤따랐고, 1916년 10월까지 대체로 완료되었다. 이 재편성은 결국 1917년과 1918년 영국에서 큰 혼란을 야기했던 독일 전략폭격 비행대와 캉브레와 1918년 독일 춘계 공세 동안 영국 보병에게 큰 어려움을 주었던 전문 근접 지원 비행대(슐락슈타펠른)를 탄생시켰다. 그러나 가장 유명하고 극적인 효과는 전문 전투기 비행대 또는 야그트슈타펠의 창설이었는데, 이는 RFC와 프랑스 항공군에서 유사한 부대가 창설된 지 1년 후였다. 처음에는 이 부대들이 할버슈타트 D.II(독일 최초의 복엽 전투기), 포커 D.I 및 D.II와 마지막 몇 대의 살아남은 아인데커와 함께 장비되었다. 이 세 가지 복엽기 설계 유형은 포커 D.III와 알바트로스 D.I 쌍동총 유형이 전선에 도착하기 전에 단일 lMG 08을 사용했다.

## 1917년: 피의 4월

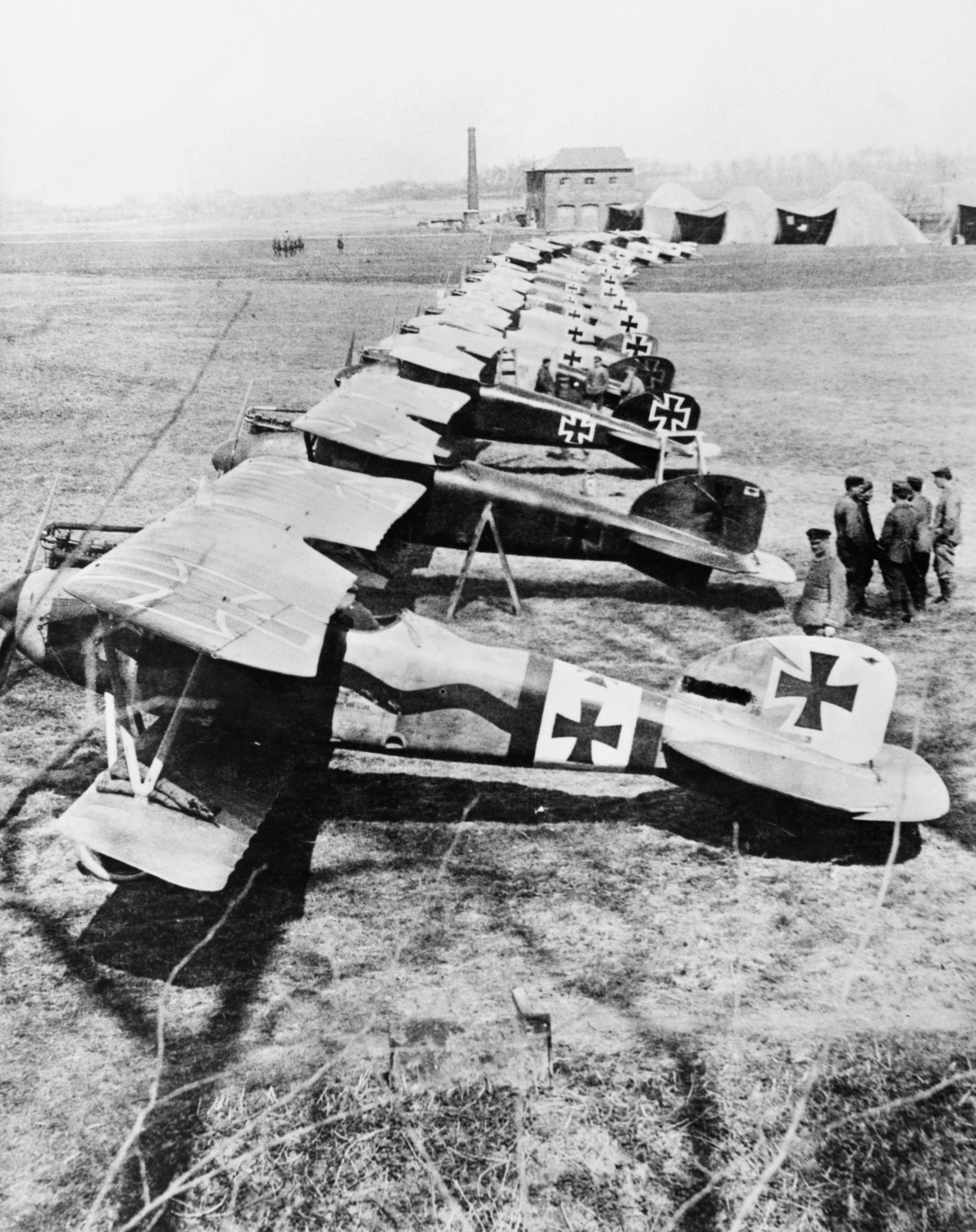
1917년 초 야그트슈타펠 11의 알바트로스 D.III 대형 – 이 대형의 두 번째 항공기는 만프레트 폰 리히트호펜의 것이었다.

1917년 상반기는 야그트슈타펠에게 성공적인 시기였으며, 훨씬 더 큰 규모의 RFC는 상대방보다 훨씬 더 많은 사상자를 냈다. 소프위드 퍼프, 소프위드 트라이플레인, 스파드 S.VII와 같은 새로운 연합군 전투기들이 실전에 투입되고 있었지만, 이 단계에서는 그 수가 적었고 화력도 열등했다. 이 세 가지 모두 단일 동기화된 빅커스 기관총만 장착했다. 반면, 야그트슈타펠은 초기 혼합된 장비를 쌍동 동기화된 MG08로 무장한 알바트로스 D-시리즈 항공기로 교체하는 중이었다. 1916년 후반의 D.I와 D.II는 새로운 알바트로스 D.III로 계승되었는데, 이 항공기는 구조적 어려움에도 불구하고 당시 "서부 전선 최고의 전투 스카우트"였다. 한편, 대부분의 RFC 2인승 비행대는 여전히 BE.2e를 조종하고 있었는데, 이는 BE.2c의 아주 미미한 개선에 불과했으며, 근본적으로 공대공 전투에는 부적합했다.
이는 1917년 4월의 참패로 이어졌는데, 이를 "피의 4월"이라고 한다. RFC는 특히 심각한 손실을 입었지만, 트렌처드의 "공격 순찰" 정책은 유지되었는데, 이는 대부분의 전투 비행을 전선 독일 측에 배치하는 것이었다.
1917년 하반기에는 두 개의 전방 발사 기관총을 장착한 영국 소프위드 카멜과 S.E.5a 그리고 프랑스 스파드 S.XIII가 대량으로 보급되었다. RFC의 일반 2인승 비행대는 R.E.8 또는 F.K.8을 받았는데, 이들은 뛰어난 군용기는 아니었지만, 이들이 대체한 BE.2e보다 훨씬 덜 취약했다. F.E.2d는 마침내 브리스톨 F.2b라는 가치 있는 대체기를 받았다. 반면, 최신 알바트로스인 D.V는 팔츠 D.III와 마찬가지로 실망스러웠다. 이국적인 포커 Dr.I는 알바트로스처럼 구조적 문제에 시달렸다. 연말까지 제공권 추는 다시 연합군에게 유리하게 기울었다.

## 1918년: 춘계 공세
1918년 3월 러시아의 항복과 브레스트-리토프스크 조약으로 동부 전선에서 병력이 해방되면서 독일은 미국이 본격적으로 개입하기 전에 전쟁에서 승리할 "마지막 기회"를 얻었다. 그 결과 3월 21일 시작된 독일의 마지막 대규모 공세인 "춘계 공세"가 시작되었다. 주 공격은 영국 전선에 집중되었는데, 이는 영국군이 패배하면 반란으로 약화된 프랑스군도 항복할 것이라는 가정 때문이었다.
공중전에서는 할버슈타트와 하노버 사에서 제작한 가벼운 CL급 2인승 항공기로 무장한 슐락슈타펠(Schlachtstaffeln) 또는 "전투 비행대"의 신중하게 조율된 사용이 두드러졌다. 이들은 10월 초 캉브레 전투에서 독일의 반격에 매우 효과적임을 입증했다. 특히 포커 D.VII와 같은 새로운 독일 전투기들은 1918년 중반 서부 전선에 처음 등장했음에도 불구하고, 이 전투를 위해 독일의 제공권을 회복할 만큼 충분한 수가 야그트슈타펠에 도달하지 못했다. 양측의 여러 공세와 마찬가지로 철저한 계획과 준비는 초기 성공을 이끌었고, 사실 1914년 이후 양측이 달성한 것보다 더 깊은 침투를 가능하게 했다. 많은 영국 비행장은 새로운 기동전에서 전진하는 독일군에게 포기해야 했다. 항공기와 승무원의 손실은 양측 모두에게 매우 컸다. 특히 경 대공포 사격으로 인한 손실이 많았다. 그러나 유명한 붉은 남작 만프레트 폰 리히트호펜이 4월 21일 사망할 무렵에는 대규모 공세가 거의 교착 상태에 빠졌다. 새로운 독일 전투기들은 아직 도착하지 않았고, 영국은 여전히 전반적인 제공권을 유지하고 있었다.
1918년 4월은 별도의 영국 RFC와 RNAS 항공 서비스가 영국 왕립 공군으로 통합되면서 시작되었는데, 이는 국가 육군이나 해군에 종속되지 않은 최초의 독립적인 항공 부대였다. 4월 말까지 새로운 포커, 팔츠 및 롤랑 전투기들이 마침내 야그트슈타펠의 노후화된 장비를 교체하기 시작했지만, 중앙 강대국 측의 보급품 부족 심화로 인해 예상만큼 신속하게 진행되지 않았고, 많은 야스타는 휴전 당시에도 여전히 알바트로스 D형을 사용했다. 로터리 엔진을 장착한 포커 D.VIII와 지멘스-슈케르트 D.IV, 그리고 남아 있는 포커 트라이플레인들은 희귀한 피마자유를 대체하기 위해 볼톨 기반 오일을 사용했기 때문에 신뢰성이 떨어지고 엔진 수명이 단축되었다. 나포되거나 회수된 연합군 항공기(특히 소프위드 카멜)는 엔진과 장비뿐만 아니라 윤활유까지도 확보되었다. 그럼에도 불구하고, 9월까지 RFC의 사상자는 "피의 4월" 이후 최고 수준에 도달했으며, 연합군은 기술적 우위보다는 수적 우위로 제공권을 유지하고 있었다.

### 전투 준비

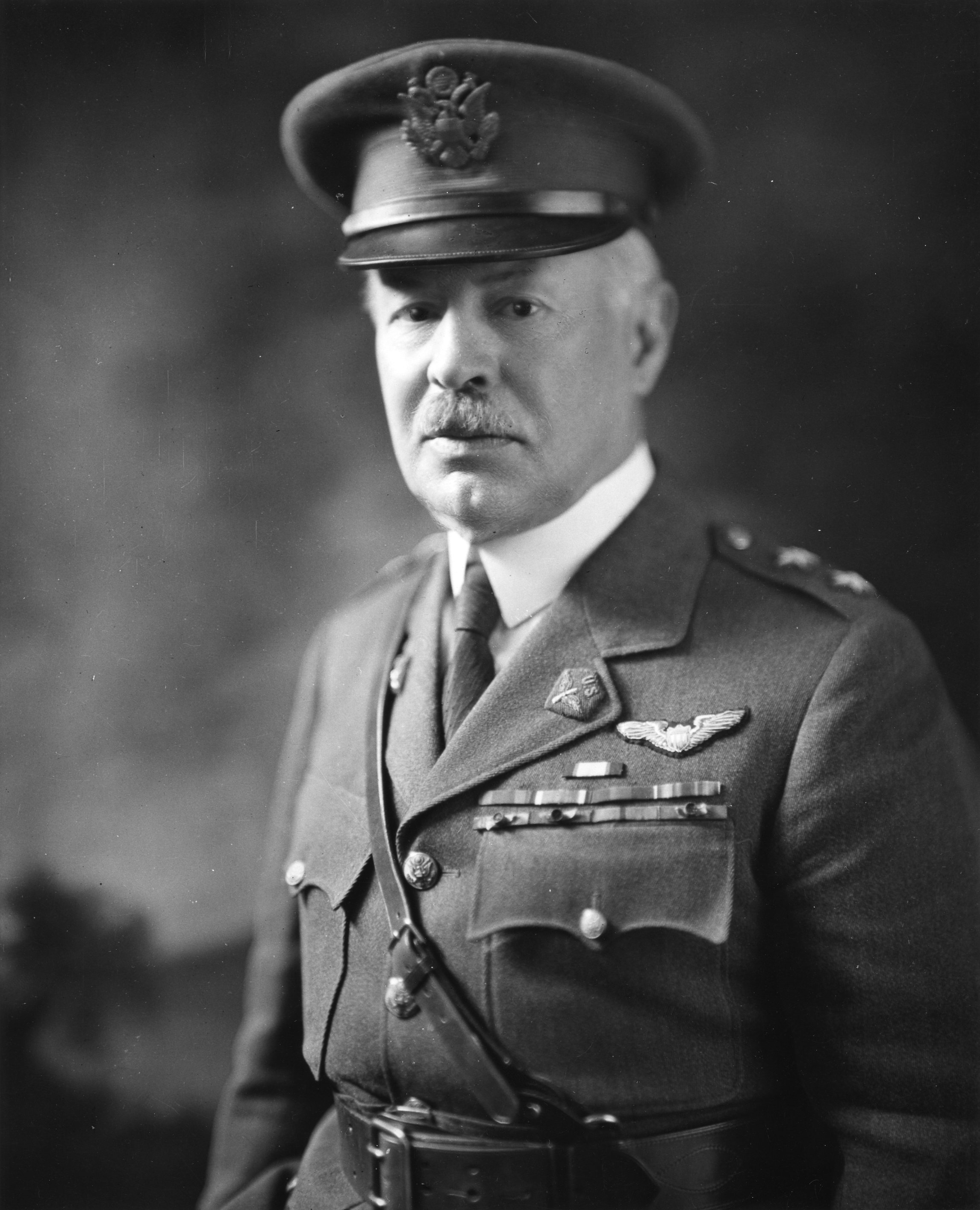
1918년 5월 존 J. 퍼싱 장군에 의해 미 공군 최고 사령관으로 임명된 메이슨 패트릭 소장

1918년, 특히 하반기에는 미국이 연합군의 공중전에 점점 더 깊이 개입하는 것을 보게 되었다. 미국 자원봉사자들이 전쟁 초부터 연합군 비행대에서 비행했지만, 1918년이 되어서야 전미 비행대가 본격적인 작전에 돌입했다. 기술적으로 미국은 항공 분야에서 유럽 강대국들에 한참 뒤처져 있었고, 커티스 비행정을 제외하고는 미국이 설계한 어떤 유형도 실전에 투입되지 않았다. 처음에는 미국이 소프위드 1½ 스트러터, 도랑 AR 및 소프위드 카멜과 같은 2류 및 구식 항공기를 공급받았고, 경험 없는 미국 조종사들은 노련한 상대방에게 거의 상대가 되지 않았다.
존 J. 퍼싱 장군은 1918년 5월 미국 육군 항공국의 국장으로 메이슨 패트릭 소장을 임명하여 이러한 문제들을 해결하게 했다. 쌍동총 뉴포르 28과 나중에 스파드 XIII 및 S.E.5a가 미국군에 도입되면서 병력이 늘어나고 장비가 개선됨에 따라, 미국인들은 공중에서 자리를 잡게 되었다. 비록 사상자는 많았지만, 전쟁의 마지막 필사적인 전투에서 프랑스와 영국도 마찬가지였다. 프랑스와 USAAS가 모두 사용한 프랑스 2인승 수색정찰기 중 하나는 살므송 2 A.2였다.
생미이엘 전투를 앞두고, 패트릭 소장 지휘하의 미국 항공국은 전투를 위해 28개 항공 비행대의 조직을 감독했으며, 프랑스, 영국, 이탈리아가 추가 부대를 지원하여 총 전력을 전투기 701대, 관측기 366대, 주간 폭격기 323대, 야간 폭격기 91대로 늘렸다. 총 1,481대의 항공기는 전쟁 중 가장 큰 항공 작전이었다.

## 영향
전쟁이 끝날 무렵, 공중 임무가 지상전에 미친 영향은 회고적으로 주로 전술적이었다. 특히 전략폭격은 여전히 매우 초보적이었다. 이는 부분적으로 제한된 자금과 사용 때문이었는데, 결국 새로운 기술이었기 때문이다. 반면, 이 전쟁에서 어떤 군사 부대보다 가장 큰 영향을 미 미친 포병은 항공 사진과 풍선 및 항공기에 의한 공중 "관측" 덕분에 매우 파괴적이었다. 1917년에는 비행을 제한할 만큼 나쁜 날씨가 "포수의 눈을 멀게 하는 것"만큼 좋다고 여겨졌다.
당시 프랑스 주둔 미국 공군 전투 부대 사령관이었던 빌리 미첼 준장과 같은 일부 인사들은 "[독일]에 가해진 유일한 피해는 공중을 통해서였다"고 주장했다. 미첼은 전쟁의 미래가 지상이나 바다가 아닌 공중에 있다는 논란의 여지가 많은 견해로 유명했다.
전쟁 중에 파괴된 독일, 영국, 프랑스 항공기의 정확한 수는 알려져 있지 않다. 그러나 독일 제국 항공대는 엄청난 손실을 입었으며, 전쟁 말기에는 독일 항공기를 보는 것이 드물 정도였다.

## 대공 무기

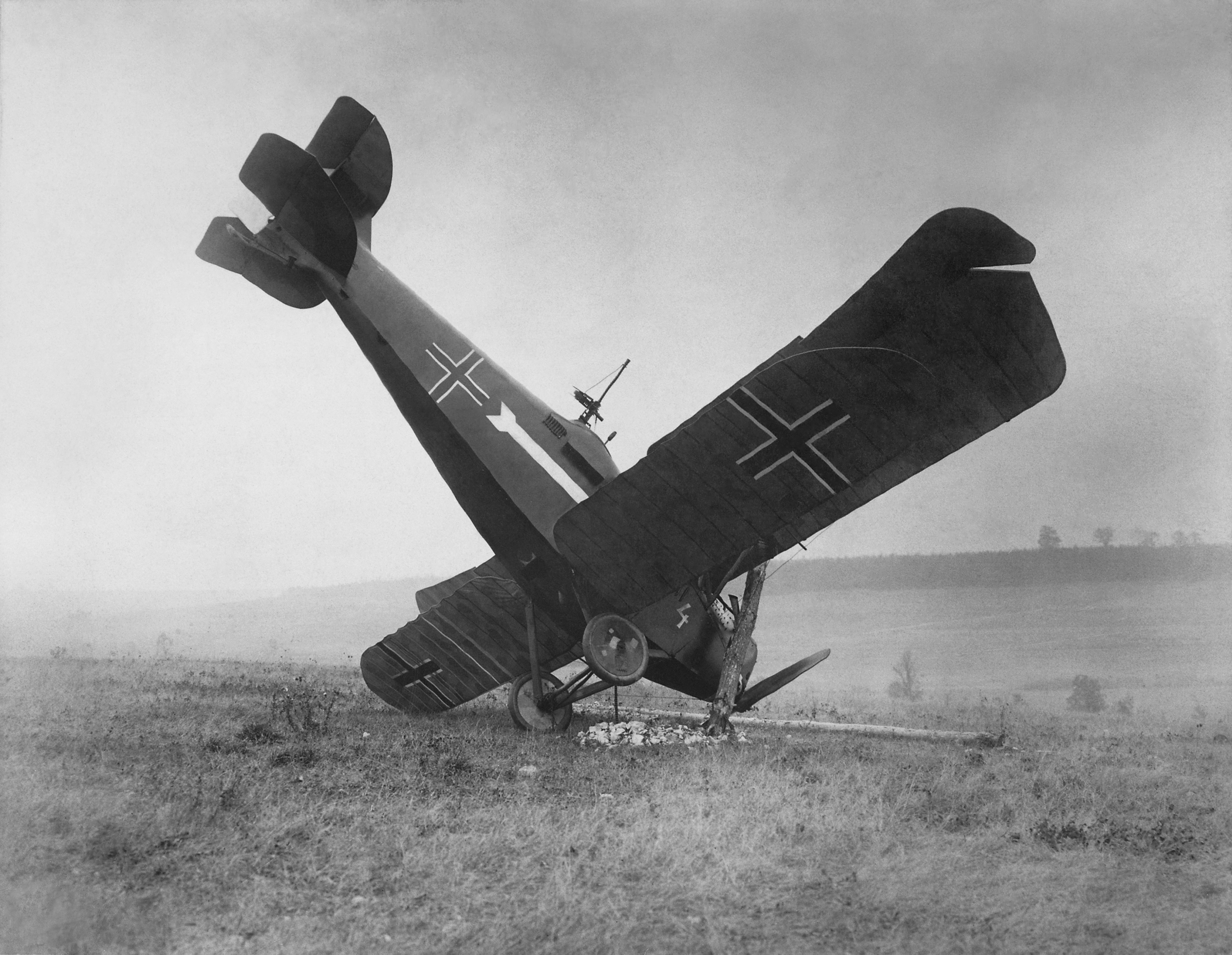
1918년 10월 4일 아르곤 숲에서 미국 기관총수에게 격추된 독일 하노버 CL III.

항공기는 여전히 관측 수단으로 기능했지만, 점차 그 자체로 무기로 사용되었다. 전선 상공에서 도그파이트가 벌어졌고, 항공기들은 화염에 휩싸여 추락했다. 이러한 공대공 전투로부터 더 나은 항공기와 총기 무장의 필요성이 커졌다. 기관총 외에도 르 프리에 로켓과 같은 공대공 로켓도 풍선과 비행선에 사용되었다. 무반동총과 기관포도 시도되었지만, 이는 초기 전투기를 위험한 한계까지 몰아붙이는 반면, 미미한 결과만을 가져왔다. 베커 20mm 기관포는 몇몇 쌍발 G-시리즈 중형 폭격기에 공격용으로 장착되었고, 최소 한 대의 후기 카이저 해군 체펠린 비행선에는 방어용으로 장착되었다. 독특하게 무장된 스파드 S.XII 단좌 전투기는 빅커스 기관총 1정과 중공 프로펠러 샤프트를 통해 발사되는 특수 수동식 반자동 37mm 총을 장착했다. 또 다른 혁신은 공대공 폭격이었다. 전투기가 비행선보다 더 높이 오를 수 있다면 랭컨 다트는 바로 이 기회를 위해 설계되었다.
이러한 개선의 필요성은 공대공 전투에만 국한되지 않았다. 지상에서는 전쟁 전에 개발된 방법들이 적 항공기의 관측 및 폭격을 저지하는 데 사용되었다. 대공포 포탄은 공중으로 발사되어 연기 구름과 파편으로 폭발했으며, 영국인들은 이를 "아치"라고 불렀다.
대공포 방어는 특수 소이탄으로 무장한 적 전투기들의 빈번한 표적이 된 관측 풍선 주변에 점점 더 많이 사용되었다. 풍선은 수소를 사용하여 팽창했기 때문에 매우 인화성이 높았으며, 관측병들에게는 안전하게 뛰어내릴 수 있도록 낙하산이 지급되었다. 아이러니하게도, 공격성을 저해한다는 잘못된 믿음과 상당한 무게 때문에 소수의 승무원만이 이 선택권을 가질 수 있었다.

### 대공포에 의한 최초 항공기 격추
1915년 9월 30일 크라구예바츠 폭격 도중 세르비아 육군의 이등병 라도예 류토바츠가 세 대의 항공기 중 한 대를 성공적으로 격추했다. 류토바츠는 몇 년 전 노획한 약간 개조된 튀르크 대포를 사용했다. 이는 지대공 포병 사격으로 군용 비행기가 격추된 최초의 사례였으며, 따라서 대공전에서 중요한 순간이었다.

## 폭격 및 수색정찰

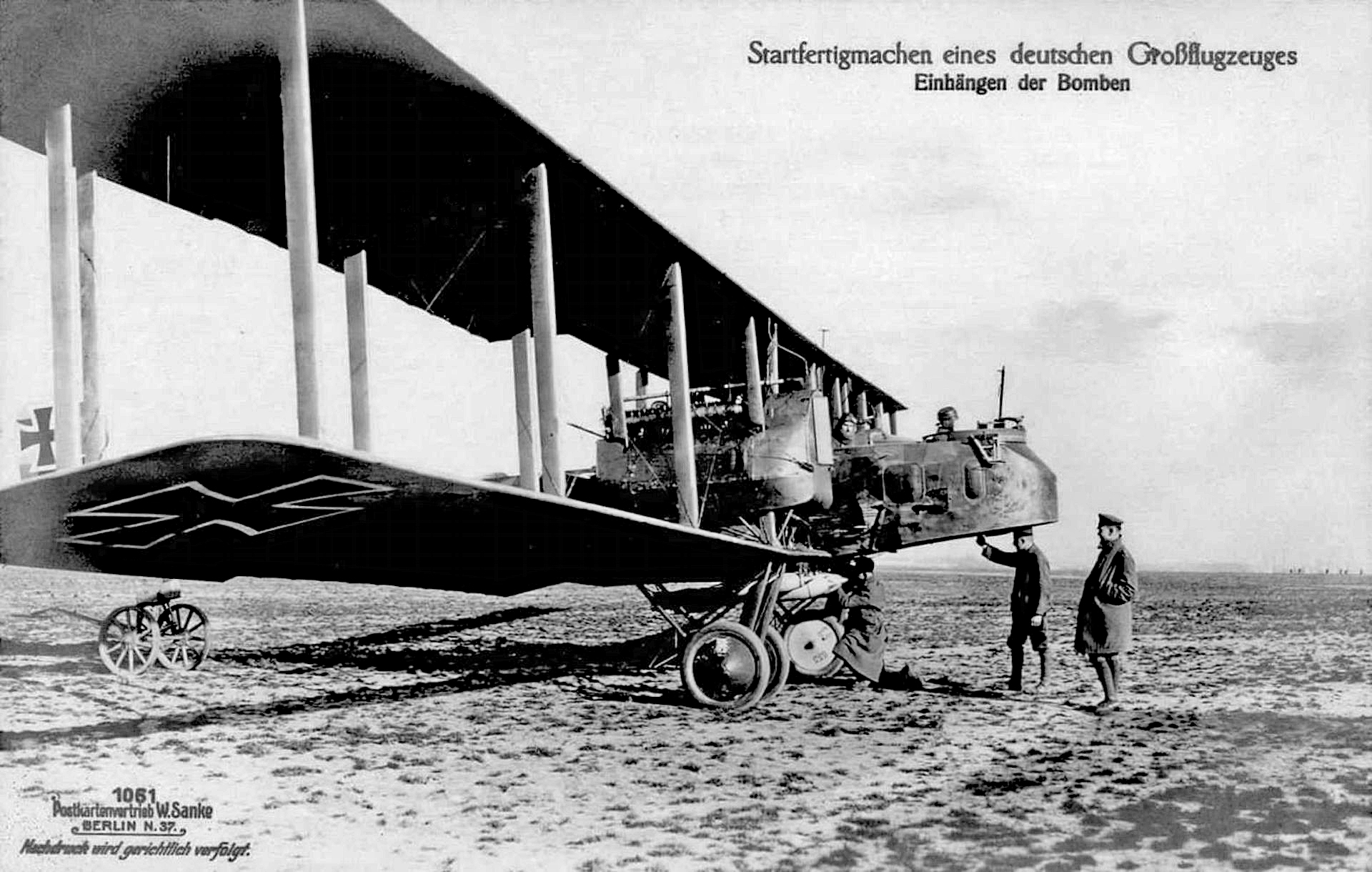
고타 G.V 독일 폭격기, 1917년

지상에서 교착 상태가 심화되면서 양측 모두 대규모 전투와 수천 명의 사상자 없이는 몇 백 야드도 전진할 수 없게 되자, 항공기는 적 진지 정보를 수집하고 참호선 뒤의 적 보급품을 폭격하는 역할로 크게 평가받았다. 조종사와 관측병이 탑승한 대형 항공기는 적 진지를 정찰하고 보급 기지를 폭격하는 데 사용되었다. 이 항공기들은 크고 느렸기 때문에 적 전투기의 쉬운 표적이 되었다. 그 결과, 양측은 임무를 수행하는 동안 적의 2인승 항공기를 공격하고 아군 2인승 항공기를 보호하기 위해 전투기를 사용했다.
2인승 폭격기와 수색정찰기는 느리고 취약했지만, 무방비 상태는 아니었다. 2인승 항공기는 전방 및 후방 발사 총의 이점을 가지고 있었다. 일반적으로 조종사는 프로펠러 뒤에 고정된 총을 전투기와 유사하게 제어했고, 관측병은 항공기 뒤쪽 아크를 커버할 수 있는 총을 제어했다. 적 전투기가 후방 총사수의 사격을 피하기 위해 사용한 전술은 2인승 항공기의 후방 아래쪽에서 약간 아래로 공격하는 것이었다. 이는 꼬리 총사수가 항공기 아래쪽으로 사격할 수 없었기 때문이었다. 그러나 2인승 항공기는 고속으로 급강하하여 이 전술에 대응할 수 있었다. 급강하하는 2인승 항공기를 추격하는 것은 전투기 조종사에게 위험했다. 이는 전투기를 후방 총사수의 조준선에 직접 노출시켰기 때문이다. 전쟁에서 높은 점수를 받은 여러 에이스들이 "하찮은" 2인승 항공기에 의해 격추되었는데, 여기에는 라울 러프버리, 에르빈 뵈메, 로버트 A. 리틀이 포함된다. 심지어 제1차 세계 대전 최고 득점 에이스인 만프레트 폰 리히트호펜도 한때 2인승 항공기의 총알에 부상을 입고 불시착해야 했지만, 그는 살아남았고 회복 후에도 계속 비행했다.

## 전략폭격

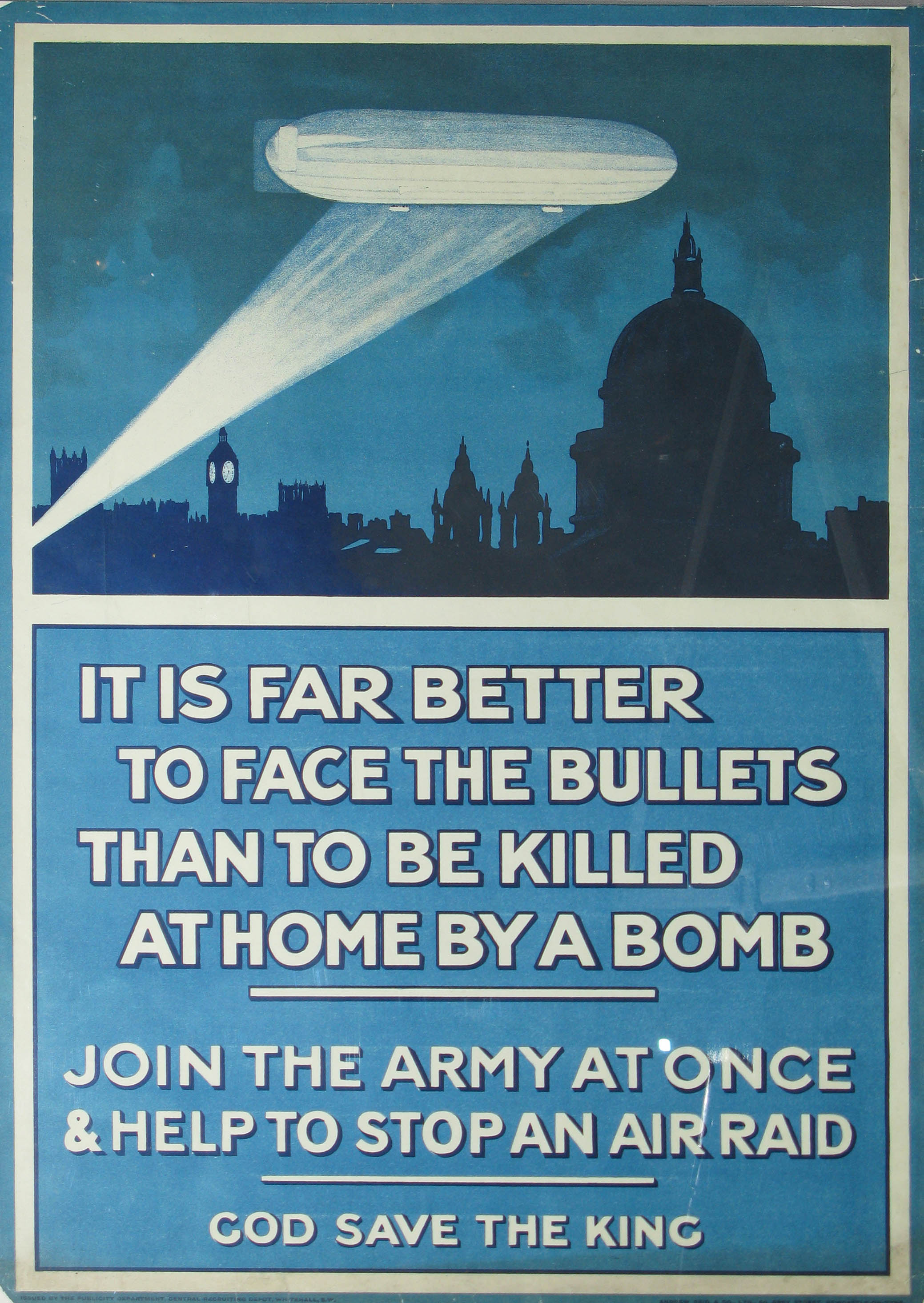
런던 폭격 공포를 활용한 영국군 징병 포스터

민간인에 대한 최초의 공중 폭격은 제1차 세계 대전 중 발생했다. 전쟁 초기 몇 주 동안 체펠린 비행선은 리에주, 안트베르펜, 바르샤바를 폭격했으며, 파리와 부쿠레슈티를 포함한 다른 도시들도 표적이 되었다. 1915년 1월, 독일군은 처음에는 비행선을 사용하여 1918년까지 계속될 영국에 대한 폭격 작전을 시작했다. 1915년에는 19차례의 공습이 있었고, 37톤의 폭탄이 투하되어 181명이 사망하고 455명이 부상당했다. 공습은 1916년에도 계속되었다. 5월에는 런던이 우연히 폭격되었고, 7월에는 카이저가 도시 중심지에 대한 직접적인 공습을 허용했다. 1916년에는 23차례의 비행선 공습이 있었고, 125톤의 무기가 투하되어 293명이 사망하고 691명이 부상당했다. 점차 영국 공중 방어는 개선되었다. 1917년과 1918년에는 영국에 대한 체펠린 비행선 공습이 11차례에 불과했으며, 마지막 공습은 1918년 8월 5일에 발생하여 독일 해군 비행선 부대 사령관 페터 슈트라서가 사망했다. 전쟁이 끝날 무렵, 54차례의 비행선 공습이 있었고, 이로 인해 557명이 사망하고 1,358명이 부상당했다. 제1차 세계 대전에서 독일이 사용한 80대의 비행선 중 34대가 격추되었고 33대는 사고로 파괴되었다. 389명의 승무원이 사망했다.
체펠린 비행선 공습은 1917년부터 고타 G 폭격기로 보완되었는데, 이는 전략폭격에 사용된 최초의 중폭격기였고, 1917년 9월 말부터 1918년 5월 중순까지 5대의 체펠린-슈타켄 R.VI "거대한" 4발 폭격기 소규모 부대에 의해 보완되었다. 영국 공습에서 고타 쌍발 폭격기 24대가 격추되었고, 체펠린-슈타켄 거대 폭격기는 손실이 없었다. 고타 폭격기 37대가 추가로 사고로 추락했다. 이들은 73톤의 폭탄을 투하하여 857명을 사망시키고 2058명을 부상시켰다.
공습이 물질적 피해를 훨씬 넘어 전시 생산을 방해하고 12개 비행대와 17,000명 이상의 병력을 공중 방어에 전환하는 데 효과적이었다는 주장이 있다. 투하된 폭탄의 무게당 사망자 수에 대한 계산은 영국 정부와 전간기 인구의 태도에 심오한 영향을 미쳤으며, 그들은 "폭격기는 언제나 통과할 것이다"라고 믿었다.

## 관측 풍선

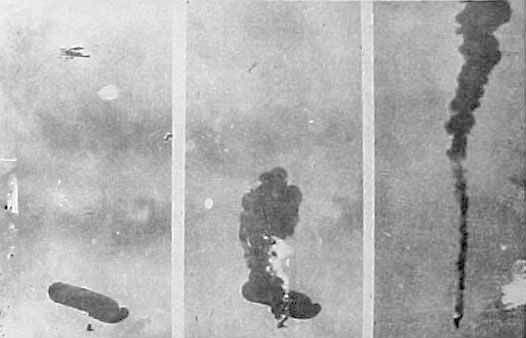
연합군 항공기에 의해 격추되는 독일 관측 풍선.

참호 위에 높이 떠 있는 유인 관측 풍선은 전선에서 고정된 수색정찰 지점으로 사용되어 적군 위치를 보고하고 포병 사격을 지시했다. 풍선은 일반적으로 낙하산을 장비한 두 명의 승무원이 탑승했다. 적의 인화성 풍선 공격 시 승무원은 낙하산을 타고 안전하게 뛰어내렸다. 관측 플랫폼으로서의 가치를 인정받아 관측 풍선은 적 항공기의 중요한 표적이 되었다. 공중 공격에 대비하여 집중된 대공포에 의해 강력하게 보호되었고 아군 항공기에 의해 순찰되었다. 비행선과 풍선은 제1차 세계 대전의 참호전 교착 상태에 기여했으며, 중요한 수색정찰 가치 때문에 제공권을 위한 공대공 전투에 기여했다.
조종사들이 적의 풍선을 공격하도록 장려하기 위해 양측은 적의 풍선을 격추하는 것을 "공대공" 격추로 간주했으며, 적 항공기를 격추하는 것과 같은 가치를 부여했다. 일부 조종사들은 풍선 파괴자라고 불렸는데, 적의 풍선을 격추하는 능력으로 특히 유명해졌다. 최고의 풍선 파괴자 에이스는 윌리 코펜스였는데, 그의 37승 중 35승이 적의 풍선이었다.

## 선두 에이스
선구적인 비행사들이 공대공 전투를 창안함에 따라, 대립하는 세력들은 공중 사상자와 승리를 추적하는 다양한 방법을 개발했다. 모국의 공군에 의해 5회 이상의 공중전 승리가 확인된 비행사들은 "에이스"라고 불렸다. 그들의 수는 전쟁이 끝날 무렵 1,800명이 넘을 정도로 급증했다.
다음은 각국의 공군에서 가장 많은 승리를 기록한 에이스들이다.
| 이름                              | 공군                  | 확인된 승리 |
| --------------------------------- | --------------------- | ----------- |
| 바라카, 프란세스코                | 이탈리아 군 항공대    | 34          |
| 비숍, 윌리엄 에이브리             | 영국 왕립 공군        | 72          |
| 브루모프스키, 고드윈              | 루프트파르트루펜      | 35          |
| 코비, 아서 헨리                   | 오스트레일리아 비행대 | 29          |
| 코펜스 드 후트훌스트, 윌리 오메르 | 벨기에 군사 항공대    | 37          |
| 퐁크, 르네                        | 프랑스 항공대         | 75          |
| 카자코프, 알렉산드르              | 러시아 제국 공군      | 20          |
| 리히트호펜, 만프레트 폰           | 독일 제국 항공대      | 80          |
| 리켄배커, 에드워드 버넌           | 미 육군 항공국        | 26          |

## 공중전의 선구자
다음 조종사들은 제1차 세계 대전 중 공중전 발전에서 중요한 이정표를 세운 선구자들이다.
| 이름                            | 날짜             | 국가              | 사건 |
| ------------------------------- | ---------------- | ----------------- | --- |
| 미오드라그 토미치               | 1914년 8월 12일  | 세르비아          | 전쟁 최초의 도그파이트                                                                                             |
| 표트르 네스테로프               | 1914년 9월 7일   | 러시아            | 오스트리아 항공기를 들이받아 이뤄진 최초의 공대공 격추                                                             |
| 루이 케노 및 조제프 프랑츠      | 1914년 10월 5일  | 프랑스            | 조종사 프랑츠와 관측병 케노는 공대공 전투에서 기관총을 성공적으로 사용하여 다른 항공기를 격추한 최초의 비행사였다. |
| 롤랑 가로스                     | 1915년 4월 1일   | 프랑스            | 항공기로 총을 조준하여 전방 고정 총으로 이뤄낸 최초의 공중전 승리                                                  |
| 아돌프 페구드                   | 1915년 4월 3일   | 프랑스            | 최초의 비행 "에이스"이자 최초의 프랑스 에이스.                                                                     |
| 쿠르트 빈트겐스                 | 1915년 7월 1일   | 독일              | 프로펠러 아크를 통해 발사되는 동기화된 기관총을 사용한 최초의 공중전 승리                                          |
| 래노 호커                       | 1915년 8월 11일  | 영국              | 최초의 영국 에이스.                                                                                                |
| 오스발트 뵐케                   | 1915년 10월 16일 | 독일              | 최초의 독일 에이스.                                                                                                |
| 오토 진드라                     | 1916년 4월 9일   | 오스트리아-헝가리 | 최초의 오스트리아-헝가리 에이스.                                                                                   |
| 레드포드 헨리 멀록              | 1916년 5월 21일  | 캐나다            | 최초의 캐나다 에이스이자 최초의 영국 해군 항공대 에이스.                                                           |
| 에두아르트 풀페                 | 1916년 7월 1일   | 러시아            | 최초의 러시아 제국 공군 에이스.                                                                                    |
| 로더릭 댈러스                   | 1916년 7월 9일   | 호주              | 최초의 호주 에이스.                                                                                                |
| 프레더릭 리비                   | 1916년 8월 25일  | 미국              | 최초의 미국 에이스.                                                                                                |
| 에티엔 추                       | 1916년 9월 26일  | 프랑스            | 최초의 중국 에이스; 프랑스 외인부대, 에스카드릴 SPA.37.                                                            |
| 마리오 스토파니                 | 1916년 10월 31일 | 이탈리아          | 최초의 이탈리아 에이스.                                                                                            |
| 페르난 자케                     | 1917년 2월 1일   | 벨기에            | 최초의 벨기에 에이스.                                                                                              |
| 모리스 벤자민                   | 1917년 4월 27일  | 남아프리카 공화국 | 최초의 남아프리카 에이스.                                                                                          |
| 토머스 컬링                     | 1917년 5월 19일  | 뉴질랜드          | 최초의 뉴질랜드 에이스.                                                                                            |
| 고트프리트 프라이헤어 폰 반펠트 | 1917년 5월 31일  | 오스트리아-헝가리 | 최초의 야간 격추이자 최초의 오스트리아-헝가리 야간 격추.                                                           |
| 두미트루 바둘레스쿠             | 1917년 9월 21일  | 루마니아          | 최초의 루마니아 에이스.                                                                                            |
| 리처드 버나드 문데이            | 1917년 9월 29일  | 영국              | 관측 풍선에 대한 최초의 영국 야간 격추.                                                                            |
| 프리츠 안데르스                 | 1918년 8월 20일  | 독일              | 최초의 독일 야간 격추. 안데르스는 최초의 야간 전투기 에이스였다.                                                   |

## 항공기
- 연합군 항공기
- 동맹국 항공기

## 같이 보기
- 비글스 가상의 제1차 세계 대전 비행사
- 복엽기
- 도그파이트
- 비행 에이스 § 제1차 세계 대전
- 공중전의 역사
- 항공의 역사
- 미국 항공대 비행대 목록
- 영국 왕립 공군 비행대 목록
- 왕립 항공대 비행대 목록
- 제1차 세계 대전의 비행 에이스 목록

## 내용주
1. ↑  Spaight, James (1914). 《Aircraft In War》. London: MacMilian and Co. 3쪽.
2. ↑  Spaight, James (1914). 《Aircraft in War》. London: MacMilian and Co. 14쪽.
3. ↑  Terraine, John. P.30
4. ↑  Robson, Stuart (2007). 《The First World War》 (영어). Harrow, England: Pearson Longman. 14쪽. ISBN 978-1-4058-2471-2.
5. ↑  “Aerial Reconnaissance in World War I”. U.S. Centennial of Flight Commission. 2014년 3월 6일에 확인함.
6. ↑  Terraine, 1981, p.31.
7. ↑  Terraine, 1981, p.30
8. ↑  Terraine, 1982, p.31
9. ↑  Treadwell, Terry C. America's First Air War (London: Airlife Publishing, 2000)
10. ↑  Cheesman, E.F. (ed.) Reconnaissance & Bomber Aircraft of the 1914–1918 War (Letchworth, UK: Harleyford, 1962), p. 9.
11. 1 2 3  An Illustrated History of World War I, at http://www.wwiaviation.com/earlywar.html
12. ↑  Eric Lawson; Jane Lawson (2007). 《The First Air Campaign: August 1914 – November 1918》. Da Capo Press, Incorporated. 123쪽. ISBN 978-0-306-81668-0.
13. ↑  Great Battles of World War I by Major-General Sir Jeremy Moore, p. 136
14. ↑  Cheesman (1960), p. 76.
15. ↑  Cheesman (1960), p 177
16. ↑  Cheesman (1960), p 178
17. ↑  Cheesman (1960), p 180
18. ↑  Sands, Jeffrey, "The Forgotten Ace, Ltn. Kurt Wintgens and his War Letters", Cross & Cockade USA, Summer 1985.
19. ↑  Guttman, Jon (Summer 2009). “Verdun: The First Air Battle for the Fighter: Part I – Prelude and Opening” (PDF). 《worldwar1.com》. The Great War Society. 9쪽. 2016년 6월 3일에 원본 문서 (PDF)에서 보존된 문서. 2014년 5월 26일에 확인함.
20. ↑  vanWyngarden, Greg (2006). 《Osprey Aircraft of the Aces #73: Early German Aces of World War 1》. Botley, Oxford UK & New York City, USA: Osprey Publishing. 35쪽. ISBN 978-1-84176-997-4.
21. ↑  Cheesman (1960) p.12
22. ↑  Fitzsimons, Bernard, ed. The Twentieth Century Encyclopedia of Weapons and Warfare (London: Phoebus, 1978), Volume 1, "Albatros D", p.65
23. ↑  Johnson in History of Air Fighting blames Trenchard for not changing his approach despite the prohibitive casualties.
24. ↑  Terraine, 1982 p. 277
25. ↑  Gray & Theyford, 1970 pp. xv–xxvii
26. ↑  Terraine, 1982 p.282
27. ↑  Terraine, 1982 p.287
28. ↑  Harris & Pearson, 2010 p.180
29. ↑  Tate, Dr. James P. (1998). The Army and its Air Corps: Army Policy Toward Aviation 1919–1941, Air University Press, p. 19
30. ↑  Frandsen, Bert (2014). “Learning and Adapting: Billy Mitchell in World War I”. 《National Defense University Press》. 2019년 7월 13일에 확인함.
31. ↑  DuPre, Flint. “U.S. Air Force Biographical Dictionary”. 《United States Air Force》. 2019년 7월 12일에 확인함.
32. ↑  이 인용문은 1942년 6월 22일 타임지에도 언급되었는데, 이는 미첼이 1924년에 정확히 예측했던 진주만 공습으로부터 7개월 후였다.
33. ↑  Terraine, 1982, p. 215
34. ↑  "Mitchell">"Leaves From My War Diary" by General William Mitchell, in Great Battles of World War I: In The Air (Signet, 1966), pp.192–193 (November 1918).
35. ↑  Guttman, Jon (2002). 《SPAD XII/XIII aces of World War I》. Osprey Publishing. 8–9쪽. ISBN 1-84176-316-0.
36. ↑  “How was the first military aeroplane shot down”. National Geographic. 2015년 8월 5일에 확인함.
37. ↑  “Ljutovac, Radoje”. Amanet Society. 2014년 10월 6일에 원본 문서에서 보존된 문서. 2015년 8월 5일에 확인함.
38. ↑  “Radoje Raka Ljutovac – first person in the world to shoot down an aeroplane with a cannon”. Pečat. 2014년 9월 30일. 2015년 8월 5일에 확인함.
39. ↑  Cole, Christopher; Cheesman, E. F. (1984). 《The Air Defence of Great Britain 1914–1918》. London: Putnam. 448–9쪽. ISBN 0-370-30538-8.
40. 1 2 3  Clodfelter, Micheal (2017). 《Warfare and Armed Conflicts: A Statistical Encyclopedia of Casualty and Other Figures, 1492–2015》. McFarland. 430쪽.
41. ↑  Ben Walsh AQA GCSE Modern World History p296
42. ↑  Franks, 2000. p. 76
43. ↑  Shores, 2001. p. 89
44. ↑  Chant, 2002. p. 90
45. ↑  Newton, Australian Air Aces, pp. 25–28
46. ↑  Shores et al., Above the Trenches, p. 110
47. ↑  Franks, 2000. p. 71
48. ↑  Guttman, 2002. p. 20
49. ↑  Franks, 2000. pp. 83–84
50. ↑  Franks, Bailey, Guest, 1993. pp. 241–242
51. ↑  Franks, 2000. p. 74
52. ↑  Franks, 2001. p. 86
53. ↑  Glenny, Misha (2012). 《The Balkans: 1804–2012》. New York City: Granta. 316쪽. ISBN 978-1-77089-273-6.
54. ↑  Buttar, Prit (2014). 《Collision of Empires: The War on the Eastern Front in 1914》. Oxford, England: Osprey Publishing. 298쪽. ISBN 978-1-78200-648-0.
55. ↑  Guttman, p. 9.
56. ↑  Jackson 1993, p. 24
57. ↑  van Wyngarden, pp. 7, 8, 11.
58. ↑  “L'escadrille_37”. Albindenis.free.fr. 2015년 12월 17일에 확인함.
59. ↑  Laurent BROCARD (1914년 8월 2일). “Flying Pioneers: Vieilles Tiges”. Past-to-present.com. 2008년 1월 30일에 원본 문서에서 보존된 문서. 2015년 12월 17일에 확인함.
60. ↑  Valeriu Avram; Alexandru Armă (2018). 《Aeronautica română în Războiul de Întregire naţională 1916-1919》 (루마니아어). Editura Vremea. 51쪽.